# Bunuri mobile din domeniul arheologie clasate în patrimoniul cultural național al României aflate în județul Alba
Acestă listă conține bunurile mobile din domeniul arheologie clasate în Patrimoniul cultural național al României aflate la momentul clasării în județul Alba.

## Tezaur
| Foto | Informații generale                          | Detalii tehnice | Descriere | Deținător                                     | Legături |
| ---- | -------------------------------------------- | --- | --- | --------------------------------------------- | -------- |
|      | Topor cu disc                                | Datare: Mil. II a.Chr. Descoperit: jud. Jud. ALBA, com. Com. IGHIU, IGHIEL, Gruiul Făgetului Material: bronz; turnare                                                                           | Piesa este turnată din bronz, are corpul paralelipipedic, tăișul ușor lățit, gaura de înmănușare este prevăzută cu manșoane pe ambele părți, discul terminal și ambele fețe ale lamei sunt ornamentate cu motive gravate spiralice și geometrice. | Muzeul Național al Unirii, Alba Iulia         | Cimec    |
|      | Apărătoare de braț                           | Datare: Mil. II a.Chr. Descoperit: jud. Jud. ALBA, com. Com. IGHIU, IGHIEL, Gruiul Făgetului Material: tijă de bronz turnată, răsucită în spirală la ambele capete                              | Piesa a fost realizată dintr-o tijă circulară în secțiune, care este îndoită circular la un capăt, iar la celălalt este răsucită sub forma unei spirale mai mici. | Muzeul Național al Unirii, Alba Iulia         | Cimec    |
|      | Apărătoare de braț                           | Datare: Mil. II a.Chr. Descoperit: jud. Jud. ALBA, com. Com. IGHIU, IGHIEL, Gruiul Făgetului Material: tijă de bronz turnată, răsucită în spirală la ambele capete                              | Piesa a fost realizată dintr-o tijă circulară în secțiune, care este îndoită circular la un capăt, iar la celălalt este răsucită sub forma unei spirale mai mici. | Muzeul Național al Unirii, Alba Iulia         | Cimec    |
|      | Apărătoare de braț                           | Datare: Mil. II a.Chr. Descoperit: jud. Jud. ALBA, com. Com. IGHIU, IGHIEL, Gruiul Făgetului Material: tijă de bronz turnată, răsucită în spirală la ambele capete                              | Piesa a fost realizată dintr-o tijă circulară în secțiune, care este îndoită circular la un capăt, iar la celălalt este răsucită sub forma unei spirale mai mici. | Muzeul Național al Unirii, Alba Iulia         | Cimec    |
|      | Borcan                                       | Datare: sec. I a.Chr. Descoperit: jud. Alba, CUGIR, Cetățuia Material: lut; modelare cu mâna; ardere                                                                                            | Vasul are formă tronconică, fiind decorat cu butoni circulari și brâuri alveolate aplicate sub formă de ghirlande. | Muzeul Național al Unirii, Alba Iulia         | Cimec    |
|      | Statuetă                                     | Datare: sec. I a. Chr. Material: aur | Statuetă reprezentând o femeie îmbrăcată cu hemation, stând în picioare pe o bază rotundă. Piciorul stâng puțin îndoit din genunchi și îndreptat spre înainte. Capul descoperit, privirea înainte. Mâinile întinse pe lângă corp, îndoite puțin din cot. În mâna dreaptă ține o cupă sau apteră, iar în stânga o cană (oenochoe). | Direcția Județeană pentru Cultură, Alba Iulia | Cimec    |
|      | Fibulă                                       | Datare: sec. II - I a. Chr. Școală: atelier artizanal Material: argint | Fibulă cu piciorul arcuit, din argint - resort bilateral cu câte cinci spirale. Portagrafa cu placa dreptunghiulară. La confluența piciorului cu placa portagrafei decor de verigi și nodozități în relief. Acul gros. | Direcția Județeană pentru Cultură, Alba Iulia | Cimec    |
|      | Fibulă                                       | Datare: sec. II - I a. Chr. Școală: atelier artizanal Material: argint | Fibulă cu scut sau picior romboidal, din argint - resort din 7 picioare. Portagrafa o placă dreptunghiulară. Acul relativ subțire. | Direcția Județeană pentru Cultură, Alba Iulia | Cimec    |
|      | Fibulă                                       | Datare: sec. IV - III a. Chr. Școală: atelier artizanal Material: argint | Fibulă de tip tracic, din argint - arcul curbat, îngroșat la mijloc și întors în sus, terminându-se trompetiform. Resort de o spirală, continuându-se cu acul relativ gros. | Direcția Județeană pentru Cultură, Alba Iulia | Cimec    |
|      | Torques                                      | Datare: sec. I a. Chr. - I p. Chr. Școală: atelier artizanal Material: aur | Torques din aur - monospiralic cu capetele petrecute. Bandă cu secțiunea rotund-ovală. | Direcția Județeană pentru Cultură, Alba Iulia | Cimec    |
|      | Pandantiv-statuetă                           | Datare: sec. I a. Chr. Școală: atelier artizanal Material: aur | Pandantiv de aur - în forma unui corp uman, îmbrăcat, capul acoperit. Mâna dreaptă îndoită din cot și cu palma la bărbie. | Direcția Județeană pentru Cultură, Alba Iulia | Cimec    |
|      | Brățară                                      | Datare: sec. XIII-XVI Școală: atelier artizanal Material: argint | Pereche de brățări din argint - lucrate dintr-o bară cu capetele depărtate și aplatizate, prevăzute cu un decor de prominențe. Partea centrală fir răsucit și împletit. | Direcția Județeană pentru Cultură, Alba Iulia | Cimec    |
|      | Brățară                                      | Datare: sec. I a. Chr. - I p. Chr. Școală: atelier artizanal Material: bronz | Brățară din bronz - dintr-o bară cu secțiunea în D, extremitățile suprapunându-se. Capetele drepte și decorate cu linii în relief. Patină verde. | Direcția Județeană pentru Cultură, Alba Iulia | Cimec    |
|      | Cercel                                       | Datare: sec. XIII-XVI Școală: atelier artizanal Material: argint | Pereche de cercei de tâmplă din argint - veriga anou cu secțiunea rotundă și cu nodozități. Partea centrală globular ovală înconjurată de 5 cercuri perlate. | Direcția Județeană pentru Cultură, Alba Iulia | Cimec    |
|      | Verigă                                       | Datare: sec. I a. Chr. - I p. Chr. Școală: atelier artizanal Material: bronz | Verigă din fier aurit - două verigi suprapuse și sudate între ele iar capetele înfășurate în 5 respectiv 6 spirale pe deasupra. | Direcția Județeană pentru Cultură, Alba Iulia | Cimec    |
|      | Kantharos                                    | Datare: sec. III-II a.Chr. Descoperit: jud. Alba, com. BLANDIANA, BLANDIANA Material: lut; modelare cu mâna; modelare la roată; ardere                                                          | Vasul este lucrat la roată, are corpul bitronconic și două torți modelate cu mâna, care reprezintă un personaj masculin și altul feminin, cel din urmă în postura „Venus pudica”. Ambele personaje au amplasată o a doua față pe partea interioară a buzei vasului. | Muzeul Național al Unirii, Alba Iulia         | Cimec    |
|      | Aplică                                       | Datare: sec. I a.Chr. Descoperit: jud. Alba, CUGIR, Cetățuie Material: aur; ciocănire "au repoussé"                                                                                             | Piesa este lucrată dintr-o folie de aur, în tehnica „au repousse”, reprezentând un animal fantastic, cu corpul acoperit cu blană și cap de reptilă. Este prevăzută cu orificii de fixare pe un suport organic, probabil piele. | Muzeul Național al Unirii, Alba Iulia         | Cimec    |
|      | Situla Eggers 20                             | Datare: sec. I a.Chr. Descoperit: jud. Alba, CUGIR, Cetățuie Material: bronz; turnare; cioncănire                                                                                               | Piesa este lucrată din tablă de bronz ciocănită, având atașele și mânerul turnate în tehnica „a cirre perdue”. Extremitățile mânerului sunt realizate în forma unor capete de păsări acvatice. | Muzeul Național al Unirii, Alba Iulia         | Cimec    |
|      | Vas bitronconic                              | Datare: sec. II-I a.Chr. Descoperit: jud. Alba, com. BLANDIANA, BLANDIANA, La Brod Material: lut; modelare cu mâna; ardere                                                                      | Vasul este modelat cu mâna, are corpul bitronconic, gura în formă de pâlnie și a fost prevăzut cu două torți, în prezent rupte. | Muzeul Național al Unirii, Alba Iulia         | Cimec    |
|      | Pumnal                                       | Datare: sec. II-I a.Chr. Descoperit: jud. Alba, com. BLANDIANA, BLANDIANA, La Brod Material: fier; forjare                                                                                      | Piesa are lama curbată, cu secțiune triunghiulară și prevăzută cu un șanț lângă muchie, pe una din fețe; limba mânerului este separată de lamă printr-un manșon iar capătul său este fixat într-o placă ovală. | Muzeul Național al Unirii, Alba Iulia         | Cimec    |
|      | Teacă                                        | Datare: sec. II-I a.Chr. Descoperit: jud. Alba, com. BLANDIANA, BLANDIANA, La Brod Material: fier; forjare                                                                                      | Piesa este lucrată dintr-o tablă groasă de fier, cu capetele îndoite, fiind decorată cu linii incizate paralele sub gură. | Muzeul Național al Unirii, Alba Iulia         | Cimec    |
|      | Zăbală                                       | Datare: sec. II-I a.Chr. Descoperit: jud. Alba, com. BLANDIANA, BLANDIANA, La Brod Material: fier; forjare; torsionare                                                                          | Piesa este formată din două psalii lucrate din bare cu capetele arcuite spre exterior și terminate cu un buton conic, muștiucul fiind format și el din două bare articulate, pe care sunt prinse urechile pentru prinderea hamului. | Muzeul Național al Unirii, Alba Iulia         | Cimec    |
|      | Vârf de lance                                | Datare: sec. II-I a.Chr. Descoperit: jud. Alba, com. BLANDIANA, BLANDIANA, La Brod Material: fier; forjare                                                                                      | Vârful are lama de formă foliacee, cu nervură mediană și secțiunea romboidală, fiind prevăzut cu tub de înmănușare. | Muzeul Național al Unirii, Alba Iulia         | Cimec    |
|      | Cană                                         | Datare: sec. III-II a.Chr. Descoperit: jud. Alba, com. BLANDIANA, BLANDIANA Material: lut; modelare cu mâna; ardere                                                                             | Vasul are corpul bitronconic, cu buza evazată și o toartă supraînălțată, cu aspect torsionat. Pe umăr este o linie incizată orizontală. | Muzeul Național al Unirii, Alba Iulia         | Cimec    |
|      | Vas bitronconic                              | Datare: sec. III-II a.Chr. Descoperit: jud. Alba, com. BLANDIANA, BLANDIANA Material: lut; modelare cu mâna; modelare la roată; ardere                                                          | Vasul este lucrat la roată, are corpul bitronconic și este decorat cu două nervuri orizontale în relief, plasate sub gât și pe umăr. | Muzeul Național al Unirii, Alba Iulia         | Cimec    |
|      | Castron                                      | Datare: sec. III-II a.Chr. Descoperit: jud. Alba, com. BLANDIANA, BLANDIANA Material: lut; modelare la roată; ardere                                                                            | Vasul este lucrat la roată, are corpul bitronconic și două torți modelate cu mâna, care reprezintă un personaj masculin și altul feminin, cel din urmă în postura „Venus pudica”. Ambele personaje au amplasată o a doua față pe partea interioară a buzei vasului. | Muzeul Național al Unirii, Alba Iulia         | Cimec    |
|      | Distribuitor de curele                       | Datare: sec. I a.Chr. Descoperit: jud. Alba, CUGIR Material: bronz; turnare | Piesa este turnată din bronz în tehnica cerii pierdute și reproduce un cap de pasăre cu ciocul deschis. | Muzeul Național al Unirii, Alba Iulia         | Cimec    |
|      | Distribuitor de curele                       | Datare: sec. I a.Chr. Descoperit: jud. Alba, CUGIR, Cetățuia Material: bronz; turnare | Piesa este turnată din bronz în tehnica cerii pierdute și reproduce un cap de pasăre cu ciocul deschis. | Muzeul Național al Unirii, Alba Iulia         | Cimec    |
|      | Car                                          | Datare: sec. I a.Chr. Descoperit: jud. Alba, CUGIR, Cetățuia Material: bronz; turnare | Piesa este turnată din bronz și are o formă circulară, fiind prevăzută cu trei creste, două laterale și una mediană, cu profilatura în forma de V. | Muzeul Național al Unirii, Alba Iulia         | Cimec    |
|      | Car                                          | Datare: sec. I a.Chr. Descoperit: jud. Alba, CUGIR, Cetățuia Material: bronz; turnare; ciocănire                                                                                                | Piesa este turnată din bronz și are o formă circulară, fiind prevăzută cu trei creste, două laterale și una mediană, cu profilatura în forma de V. | Muzeul Național al Unirii, Alba Iulia         | Cimec    |
|      | Zăbală                                       | Datare: sec. I a.Chr. Descoperit: jud. Alba, CUGIR, Cetățuia Material: fier; forjare | Piesa este formată din două psalii lucrate din bare cu capetele arcuite spre exterior, muștiucul fiind format și el din două bare articulate, pe care sunt prinse elemente cruciforme pentru strunire. | Muzeul Național al Unirii, Alba Iulia         | Cimec    |
|      | Teacă                                        | Datare: sec. I a.Chr. Descoperit: jud. Alba, CUGIR, Cetățuia Material: fier; ciocănire | Piesa este lucrată prin ciocănire din tablă groasă de fier, cu capetele îndoite, fiind decorată cu linii incizate paralele sub gură iar la capăt cu un buton aplatizat. | Muzeul Național al Unirii, Alba Iulia         | Cimec    |
|      | Spadă                                        | Datare: sec. III-II a.Chr. Descoperit: jud. Alba, AIUD Material: fier; forjare; gravare; placare cu aur                                                                                         | Spada este îndoită ritual, păstrând înspre mâner și o porțiune din teacă, care este decorată cu doi dragoni afrontați și cu un motiv circular în relief, placat cu foiță de aur. | Muzeul Național al Unirii, Alba Iulia         | Cimec    |
|      | Aplică                                       | Datare: sec. III-II a.Chr. Descoperit: jud. Alba, AIUD Material: bronz; turnare | Piesa este alcătuită din două plăci, cea exterioară din bronz și cea interioară din fier, decorul constând dintr-un buton circular central, înconjurat de alte motive circulare în relief, asociate cu incizii circulare. | Muzeul Național al Unirii, Alba Iulia         | Cimec    |
|      | Psalie                                       | Datare: sec. III-II a.Chr. Descoperit: jud. Alba, AIUD Material: fier; turnare | Piesa este formată dintr-o verigă masivă, deschisă, cu extremitățile terminate în câte un buton sferic. Pe verigă sunt prinse două verigi, care continuă prin câte o bară mică, tot din fier. | Muzeul Național al Unirii, Alba Iulia         | Cimec    |
|      | Aplică                                       | Datare: sec. VI - V a.Chr. Descoperit: jud. Alba, BLAJ Material: aur; turnare | Piesa este lucrată dintr-o folie de aur de formă dreptunghiulară, cu laturile lungi arcuite și este decorată în tehnica “au repoussé”. | Muzeul Național al Unirii, Alba Iulia         | Cimec    |
|      | Aplică treflată                              | Datare: sec. VI - V a.Chr. Descoperit: jud. Alba, BLAJ Material: aur; turnare | Piesa este lucrată dintr-o folie de aur de formă trilobată, decorată în tehnica “au repoussé”. | Muzeul Național al Unirii, Alba Iulia         | Cimec    |
|      | Aplică                                       | Datare: sec. VI - V a.Chr. Descoperit: jud. Alba, BLAJ Material: aur; turnare | Piesa este lucrată dintr-o folie de aur de formă trilobată, decorată în tehnica “au repoussé”. | Muzeul Național al Unirii, Alba Iulia         | Cimec    |
|      | Aplică                                       | Datare: sec. VI - V a.Chr. Descoperit: jud. Alba, BLAJ Material: aur; turnare | Piesa este lucrată dintr-o folie de aur de formă trilobată, decorată în tehnica “au repoussé”. | Muzeul Național al Unirii, Alba Iulia         | Cimec    |
|      | Inel de buclă                                | Datare: mileniul II a.Chr. Material: aur; ciocănire | Piesa este lucrată dintr-o bară cu secțiunea circulară, capetele fiind petrecute unul peste celălalt. | Muzeul Național al Unirii, Alba Iulia         | Cimec    |
|      | Inel                                         | Datare: sec. X - XI p.Chr. Descoperit: jud. Alba, ALBA IULIA, Stația de Salvare Material: argint; batere; gravare                                                                               | Piesa este lucrată dintr-o bandă cu capetele petrecute, decorată cu două rânduri de motive liniare incizate. | Muzeul Național al Unirii, Alba Iulia         | Cimec    |
|      | Pandantiv zoomorf                            | Datare: sec. VIII - VII a.Chr. Descoperit: jud. Alba, com. CIUGUD, TELEAC Material: bronz; turnare                                                                                              | Piesa reprezintă un cal ușor stilizat, având o perforație în zona greabănului, pentru a putea fi atârnat. | Muzeul Național al Unirii, Alba Iulia         | Cimec    |
|      | Sceptru zoomorf                              | Datare: mileniul VI a.Chr. Descoperit: jud. Alba, com. VINȚU DE JOS Material: piatră; cioplire; șlefuire                                                                                        | Partea anterioară a piesei reproduce cu numeroase detalii (ochi, nări, urechi, gură) un cap de cal, în timp ce partea posterioară are o formă conică, cu un spin pe coamă. Este lucrată dintr-o piatră de culoare verzui închisă (plutonit?), cu pete mai închise. | Muzeul Național al Unirii, Alba Iulia         | Cimec    |
|      | Inel                                         | Datare: sec. X - XI p.Chr. Descoperit: jud. Alba, ALBA IULIA, Stația de Salvare Material: argint; trefilare; ciocănire                                                                          | Piesa este lucrată dintr-o sârmă aplatizată prin ciocănire, rezultând o bandă care este răsucită în formă de „chaton” în zona centrală. | Muzeul Național al Unirii, Alba Iulia         | Cimec    |
|      | Măciucă cvadrilobată                         | Datare: mileniul IV a.Chr. Descoperit: jud. Alba, com. IGHIU, ȘARD Material: piatră; cioplire; șlefuire                                                                                         | Piesa are patru protuberanțe conice, separate de zona centrală printr-o porțiune gâtuită. Perforația centrală pentru fixarea cozii are secțiunea conică. Este lucrată dintr-o rocă dură, de culoare cenușie, cu intruziuni negre, probabil diorit. | Muzeul Național al Unirii, Alba Iulia         | Cimec    |
|      | Inel                                         | Datare: sec. X-XIII p. Chr. Descoperit: jud. Alba, Alba Iulia, str. Mihai Viteazul nr. 21 Material: Bronz.                                                                                      | Bronz. Inel masiv fără urme vizibile de sudură, îngroșat la unul dintre capete. | Arhiepiscopia Romano-Catolică, Alba Iulia     | Cimec    |
|      | Inel                                         | Datare: sec. XI-XII p. Chr. Descoperit: jud. Alba, Alba Iulia, str. Mihai Viteazul nr. 21 Material: Aliaj de argint.                                                                            | Aliaj de argint. Inel cu veriga întreruptă lucrat din platbandă. Decorat cu cerculețe în care se află câte un punct înscris. | Arhiepiscopia Romano-Catolică, Alba Iulia     | Cimec    |
|      | Inel                                         | Datare: sec. XI-XIII p. Chr. Descoperit: jud. Alba, Alba Iulia, str. Mihai Viteazul nr. 21 Material: Bronz.                                                                                     | Bronz. Bandă simplă, cu o canelură lată pe mijloc. | Arhiepiscopia Romano-Catolică, Alba Iulia     | Cimec    |
|      | Inel                                         | Datare: sec. XII-XIII p. Chr. Descoperit: jud. Alba, Alba Iulia, str. Mihai Viteazul nr. 21 Material: Argint.                                                                                   | Argint; verigă cu capetele subțiate și întrerupte. | Arhiepiscopia Romano-Catolică, Alba Iulia     | Cimec    |
|      | Inel                                         | Datare: sec. XII-XIII p. Chr. Descoperit: jud. Alba, Alba Iulia, str. Mihai Viteazul nr. 21 Material: Fier.                                                                                     | Fier. Inel cu veriga întreruptă. Partea superioară are formă ovală, realizată prin lățirea și îngroșarea verigii (chaton). Decor incizat, o cruce, între brațele linii oblice subțiri. | Arhiepiscopia Romano-Catolică, Alba Iulia     | Cimec    |
|      | Inel sigilar                                 | Datare: sec. XIV-XV. p. Chr. Descoperit: jud. Alba, Alba Iulia, str. Mihai Viteazul nr. 21 Material: Argint.                                                                                    | Argint. Verigă simplă ale cărei capete se sudează pe un chaton discoidal în grosimea căruia sunt incizate decorurile. Partea centrală este ocupată de un scut antic în jurul căruia s-a incizat un cerc format din mici linii oblice; la dreapta și la stânga scutului, în interiorul cercului, spațiul a fost umplut cu mici frunze stilizate. Compoziția reprezentării de pe scut are central o floare de crin stilizată, la care partea de sus a petalei din mijloc se transformă într-o cruce malteză. În partea stângă este reprezentată o stea în șase colțuri iar la dreapta o semilună. Fragmentat, piesa a fost distrusă prin presare. D. chaton: 0,8 cm, gr: 0,22 cm, inelul propriu–zis este executat dintr-o bandă de 0,6x0,15 cm. | Arhiepiscopia Romano-Catolică, Alba Iulia     | Cimec    |
|      | Cercel de tâmplă                             | Datare: sfârșitul sec. XI-începutul sec. XIII p. Chr. Descoperit: jud. Alba, Alba Iulia, str. Mihai Viteazul nr. 21 Material: Argint.                                                           | Argint. Veriga răsucită din două sârme, unul din capete este aplatizat și întors ca o buclă. Banda decorată cu o nervură mediană. | Arhiepiscopia Romano-Catolică, Alba Iulia     | Cimec    |
|      | Cercel de tâmplă                             | Datare: sfârșitul sec. XI-începutul sec. XIII p. Chr. Descoperit: jud. Alba, Alba Iulia, str. Mihai Viteazul nr. 21 Material: Argint.                                                           | Argint. | Arhiepiscopia Romano-Catolică, Alba Iulia     | Cimec    |
|      | Cercel de tâmplă                             | Datare: sfârșitul sec. XI-începutul sec. XIII p. Chr. Descoperit: jud. Alba, Alba Iulia, str. Mihai Viteazul nr. 21 Material: Argint.                                                           | Argint. Partea lățită este lată de 0,3 cm și are trei caneluri longitudinale superficiale. | Arhiepiscopia Romano-Catolică, Alba Iulia     | Cimec    |
|      | Cercel de tâmplă                             | Datare: sfârșitul sec. XI-începutul sec. XIII p. Chr. Descoperit: jud. Alba, Alba Iulia, str. Mihai Viteazul nr. 21 Material: Argint.                                                           | Argint. | Arhiepiscopia Romano-Catolică, Alba Iulia     | Cimec    |
|      | Cercel de tâmplă                             | Datare: sfârșitul sec. XI-începutul sec. XIII p. Chr. Descoperit: jud. Alba, Alba Iulia, str. Mihai Viteazul nr. 21 Material: Argint.                                                           | Argint. | Arhiepiscopia Romano-Catolică, Alba Iulia     | Cimec    |
|      | Cercel de tâmplă                             | Datare: sfârșitul sec. XI-începutul sec. XIII p. Chr. Descoperit: jud. Alba, Alba Iulia, str. Mihai Viteazul nr. 21 Material: Argint.                                                           | Argint; la capătul răsucit se transformă în bandă cu patru caneluri fine. | Arhiepiscopia Romano-Catolică, Alba Iulia     | Cimec    |
|      | Cercel de tâmplă                             | Datare: sfârșitul sec. XI-începutul sec. XIII p. Chr. Descoperit: jud. Alba, Alba Iulia, str. Mihai Viteazul nr. 21 Material: Argint.                                                           | Argint. | Arhiepiscopia Romano-Catolică, Alba Iulia     | Cimec    |
|      | Cercel de tâmplă                             | Datare: sfârșitul sec. XI-începutul sec. XIII p. Chr. Descoperit: jud. Alba, Alba Iulia, str. Mihai Viteazul nr. 21 Material: Bronz.                                                            | Bronz. | Arhiepiscopia Romano-Catolică, Alba Iulia     | Cimec    |
|      | Cercel de tâmplă                             | Datare: sfârșitul sec. XI-începutul sec. XIII p. Chr. Descoperit: jud. Alba, Alba Iulia, str. Mihai Viteazul nr. 21 Material: Bronz.                                                            | Bronz. Verigă simplă cu capetele subțiate. | Arhiepiscopia Romano-Catolică, Alba Iulia     | Cimec    |
|      | Cercel de tâmplă                             | Datare: sfârșitul sec. XI-începutul sec. XIII p. Chr. Descoperit: jud. Alba, Alba Iulia, str. Mihai Viteazul nr. 21 Material: Argint.                                                           | Argint. | Arhiepiscopia Romano-Catolică, Alba Iulia     | Cimec    |
|      | Cercel de tâmplă                             | Datare: sfârșitul sec. XI-începutul sec. XIII p. Chr. Descoperit: jud. Alba, Alba Iulia, str. Mihai Viteazul nr. 21 Material: Argint.                                                           | Argint. | Arhiepiscopia Romano-Catolică, Alba Iulia     | Cimec    |
|      | Cercel de tâmplă                             | Datare: sfârșitul sec. XI-începutul sec. XIII p. Chr. Descoperit: jud. Alba, Alba Iulia, str. Mihai Viteazul nr. 21 Material: Argint.                                                           | Argint. | Arhiepiscopia Romano-Catolică, Alba Iulia     | Cimec    |
|      | Cercel de tâmplă                             | Datare: sfârșitul sec. XI-începutul sec. XIII p. Chr. Descoperit: jud. Alba, Alba Iulia, str. Mihai Viteazul nr. 21 Material: Argint.                                                           | Argint. | Arhiepiscopia Romano-Catolică, Alba Iulia     | Cimec    |
|      | Cercel de tâmplă                             | Datare: sfârșitul sec. XI-începutul sec. XIII p. Chr. Descoperit: jud. Alba, Alba Iulia, str. Mihai Viteazul nr. 21 Material: Argint.                                                           | Argint. | Arhiepiscopia Romano-Catolică, Alba Iulia     | Cimec    |
|      | Brățară                                      | Datare: sec. XI-XII p. Chr. Descoperit: jud. Alba, Alba Iulia, str. Mihai Viteazul nr. 21 Material: Argint.                                                                                     | Argint, sârmă inegală ca grosime. Brățară formată din două sârme împletite, cu capăt în formă de buclă. | Arhiepiscopia Romano-Catolică, Alba Iulia     | Cimec    |
|      | Statuetă                                     | Datare: sec. XIII-XIV p. Chr. Descoperit: jud. Alba, Alba Iulia, str. Mihai Viteazul nr. 21 Material: Argint aurit.                                                                             | Argint aurit. Personaj feminin învelit într-o mantie, se sprijină cu mâna dreaptă pe o spadă. Piesa a fost fixată pe un suport. | Arhiepiscopia Romano-Catolică, Alba Iulia     | Cimec    |
|      | Aplică                                       | Datare: sfârșitul sec. XI- începutul sec.XIII p. Chr. Descoperit: jud. Alba, Alba Iulia, str. Mihai Viteazul nr. 21 Material: Bronz.                                                            | Bronz. Aplică din tablă de bronz, cu nituri marginale; partea centrală este circulară, ușor lățită și prevăzută cu un orificiu. | Arhiepiscopia Romano-Catolică, Alba Iulia     | Cimec    |
|      | Torques dacic                                | Datare: sec. I a.Chr. - sec. I Școală: Atelier local Descoperit: Munții Orăștiei Material: argint; ciocănit; împletit                                                                           | Torques din argint, împletit din patru sârme, cu extremitățile ciocănite terminate cu butoni circulari. | Muzeul Național al Unirii, Alba Iulia         | Cimec    |
|      | Torques dacic                                | Datare: sec. I a.Chr. - sec. I Școală: Atelier local Descoperit: Munții Orăștiei Material: argint; împletit                                                                                     | Torques fragmentar (rupt la cele două capete păstrate din piesa originală) împletit din patru sârme. Capetele sunt decorate prin incizarea unor motive liniare. | Muzeul Național al Unirii, Alba Iulia         | Cimec    |
|      | Hygia                                        | Datare: sec. I a.Chr. - sec. I p.Chr. Școală: Atelier de aurari din afara provinciei Dacia (Atelier germanic ?) Descoperit: jud. Hunedoara, GEOAGIU BĂI Material: aur; batere; au repousse      | Piesă votivă descoperită întâmplător la Gemisara (Geoagiu Băi), cu prilejul săpării unui bazin, pe fundul unui crater rezultat în urma exploziei gazelor din vechile băi termale romane. Piesa face parte dintr-o serie de 7 ex-voto-uri, de aceeași formă, probabil executate de un singur meșter, sau în cadrul unui singur atelier. Într-o ediculă apare reprezentarea Hygiei, cu un șarpe în mâna dreaptă. În partea inferioară, textul unei inscripții: (H)ygia(e)-/Corne/l(la) Mar/cellina. | Muzeul Național al Unirii, Alba Iulia         | Cimec    |
|      | Inel                                         | Datare: sfârșitul sec. XI-începutul sec. XIII p. Chr. Descoperit: jud. Alba, Alba Iulia, str. Mihai Viteazul nr. 21 Material: Argint.                                                           | Argint, sârmă groasă răsucită, capetele aplatizate în bandă. | Arhiepiscopia Romano-Catolică, Alba Iulia     | Cimec    |
|      | Brățară                                      | Datare: sec. XII a.Chr. Descoperit: jud. Alba, CUGIR Material: aur; turnare | Piesa este lucrată dintr-o bară cu secțiune patrulateră, îndoită circular și cu capetele distanțate. | Muzeul Național al Unirii, Alba Iulia         | Cimec    |
|      | Brățară                                      | Datare: sec. XII a.Chr. Descoperit: jud. Alba, CUGIR Material: aur; turnare | Piesa este lucrată dintr-o bară cu secțiune patrulateră, răsucită în dublă spirală, având capetele petrecute unul peste celălalt. | Muzeul Național al Unirii, Alba Iulia         | Cimec    |
|      | Brățară                                      | Datare: sec. XII a.Chr. Descoperit: jud. Alba, CUGIR Material: aur; turnare | Piesa este lucrată dintr-o bară cu secțiune patrulateră, având capetele secționate și petrecute unul peste celălalt. | Muzeul Național al Unirii, Alba Iulia         | Cimec    |
|      | Brățară                                      | Datare: sec. XII a.Chr. Descoperit: jud. Alba, CUGIR Material: aur; turnare | Piesa este lucrată dintr-o bară cu secțiune patrulateră, îndoită circular, având capetele petrecute unul peste celălalt. | Muzeul Național al Unirii, Alba Iulia         | Cimec    |
|      | Brățară                                      | Datare: sec. XII a.Chr. Descoperit: jud. Alba, CUGIR Material: aur; turnare | Piesa este lucrată dintr-o bară cu secțiune patrulateră, îndoită circular și cu capetele distanțate. | Muzeul Național al Unirii, Alba Iulia         | Cimec    |
|      | Brățară                                      | Datare: sec. XII a.Chr. Descoperit: jud. Alba, CUGIR Material: aur; turnare | Piesa este lucrată dintr-o bară cu secțiune patrulateră, îndoită circular, având capetele petrecute unul peste celălalt. | Muzeul Național al Unirii, Alba Iulia         | Cimec    |
|      | Brățară                                      | Datare: sec. XII a.Chr. Descoperit: jud. Alba, CUGIR Material: aur; turnare | Piesa este lucrată dintr-o bară cu secțiune patrulateră, îndoită circular și cu capetele apropiate. | Muzeul Național al Unirii, Alba Iulia         | Cimec    |
|      | Brățară                                      | Datare: sec. XII a.Chr. Descoperit: jud. Alba, CUGIR Material: aur; turnare | Piesa este lucrată dintr-o bară cu secțiune patrulateră, răsucită în spirală, având capetele petrecute unul peste celălalt. | Muzeul Național al Unirii, Alba Iulia         | Cimec    |
|      | Brățară                                      | Datare: sec. XII a.Chr. Descoperit: jud. Alba, CUGIR Material: aur; turnare | Piesa este lucrată dintr-o bară cu secțiune patrulateră, având capetele petrecute unul peste celălalt. | Muzeul Național al Unirii, Alba Iulia         | Cimec    |
|      | Brățară                                      | Datare: sec. XII a.Chr. Descoperit: jud. Alba, CUGIR Material: aur; turnare | Piesa este lucrată dintr-o bară cu secțiune patrulateră, îndoită sub forma unei verigi ovale, având ambele capete secționate. | Muzeul Național al Unirii, Alba Iulia         | Cimec    |
|      | Brățară                                      | Datare: sec. XII a.Chr. Descoperit: jud. Alba, CUGIR Material: aur; turnare | Piesa este lucrată dintr-o bară cu secțiune patrulateră, îndoită circular și cu capetele distanțate. | Muzeul Național al Unirii, Alba Iulia         | Cimec    |
|      | Brățară                                      | Datare: sec. XII a.Chr. Descoperit: jud. Alba, CUGIR Material: aur; turnare | Piesa este lucrată dintr-o bară cu secțiune patrulateră, răsucită în formă ovală, având capetele petrecute unul peste celălalt. | Muzeul Național al Unirii, Alba Iulia         | Cimec    |
|      | Brățară                                      | Datare: sec. XII a.Chr. Descoperit: jud. Alba, CUGIR Material: aur; turnare | Piesa este lucrată dintr-o bară cu secțiune patrulateră, îndoită sub formă ovală, cu unul din capete subțiat și celălalt secționat. | Muzeul Național al Unirii, Alba Iulia         | Cimec    |
|      | Brățară                                      | Datare: sec. XII a.Chr. Descoperit: jud. Alba, CUGIR Material: aur; turnare | Piesa este lucrată dintr-o bară cu secțiune patrulateră, răsucită în spirală, având capetele petrecute unul peste celălalt. | Muzeul Național al Unirii, Alba Iulia         | Cimec    |
|      | Brățară                                      | Datare: sec. XII a.Chr. Descoperit: jud. Alba, CUGIR Material: aur; turnare | Piesa este lucrată dintr-o bară cu secțiune patrulateră, torsionată și cu capătul îndoit sub forma unui cârlig. | Muzeul Național al Unirii, Alba Iulia         | Cimec    |
|      | Brățară                                      | Datare: sec. XII a.Chr. Descoperit: jud. Alba, CUGIR Material: aur; turnare | Piesa este lucrată dintr-o bară cu secțiune patrulateră, îndoită sub formă ovală și cu capetele apropiate. | Muzeul Național al Unirii, Alba Iulia         | Cimec    |
|      | Brățară                                      | Datare: sec. XII a.Chr. Descoperit: jud. Alba, CUGIR Material: aur; turnare | Piesa este lucrată dintr-o bară cu secțiune patrulateră, având capetele subțiate și petrecute unul peste celălalt. | Muzeul Național al Unirii, Alba Iulia         | Cimec    |
|      | Brățară                                      | Datare: sec. XII a.Chr. Descoperit: jud. Alba, CUGIR Material: aur; turnare | Piesa este lucrată dintr-o bară cu secțiune patrulateră, având capetele petrecute unul peste celălalt. | Muzeul Național al Unirii, Alba Iulia         | Cimec    |
|      | Brățară                                      | Datare: sec. XII a.Chr. Descoperit: jud. Alba, CUGIR Material: aur; turnare | Piesa este lucrată dintr-o bară cu secțiune patrulateră, având capetele ușor subțiate și petrecute unul peste celălalt. | Muzeul Național al Unirii, Alba Iulia         | Cimec    |
|      | Brățară                                      | Datare: sec. XII a.Chr. Descoperit: jud. Alba, CUGIR Material: aur; turnare | Piesa este lucrată dintr-o bară cu secțiune patrulateră, îndoită circular, având capetele subțiate și petrecute unul peste celălalt. | Muzeul Național al Unirii, Alba Iulia         | Cimec    |
|      | Brățară                                      | Datare: sec. XII a.Chr. Descoperit: jud. Alba, CUGIR Material: aur; turnare | Piesa este lucrată dintr-o bară cu secțiune patrulateră, având capetele subțiate spre vârf. | Muzeul Național al Unirii, Alba Iulia         | Cimec    |
|      | Brățară                                      | Datare: sec. XII a.Chr. Descoperit: jud. Alba, CUGIR Material: aur; turnare | Piesa este lucrată dintr-o bară cu secțiune patrulateră, răsucită în spirală, având capetele petrecute unul peste celălalt. | Muzeul Național al Unirii, Alba Iulia         | Cimec    |
|      | Brățară                                      | Datare: sec. XII a.Chr. Descoperit: jud. Alba, CUGIR Material: aur; turnare | Fragment de brățară-lingou cu secțiune patrulateră, secționată la ambele capete. | Muzeul Național al Unirii, Alba Iulia         | Cimec    |
|      | Brățară                                      | Datare: sec. XII a.Chr. Descoperit: jud. Alba, CUGIR Material: aur; turnare | Piesa este lucrată dintr-o bară cu secțiune patrulateră, răsucită sub forma unei duble spirale, având capetele subțiate. | Muzeul Național al Unirii, Alba Iulia         | Cimec    |
|      | Colier cu pandantive romboidale              | Datare: Sec. II. A. Chr. Școală: Atelier elenistic Descoperit: jud. Alba, Căpâlna, cetatea dacică de la Căpâlna Material: aur, fire subțiri împletite, pandantivi de formă romboidală           | | Muzeul Național al Unirii, Alba Iulia         | Cimec    |
|      | Cercel cu piatră                             | Datare: Sec. II. A. Chr. Școală: Atelier elenistic Descoperit: jud. Alba, Căpâlna, cetatea dacică de la Căpâlna Material: aur, piatră semiprețioasă; aur din fir torsadate                      | | Muzeul Național al Unirii, Alba Iulia         | Cimec    |
|      | Cercel cu piatră                             | Datare: Sec. II. A. Chr. Școală: Atelier elenistic Material: aur, piatră semiprețioasă; aur din fir torsadate                                                                                   | | Muzeul Național al Unirii, Alba Iulia         | Cimec    |
|      | Liber Pater Autor: Necunoscut                | Datare: Secolul al II-lea Școală: Artizani Asia Mică Descoperit: jud. ALBA, com. Municipiul Alba Iulia, Alba Iulia, Apulum I/Partoș/Tăușor Material: Marmură albă de Aphios. Cioplire, șlefuire | Grupul statuar îi reprezintă pe Liber Pater, Pan alături de panteră. Liber Pater este înfățișat într-o ipostază iconografică arhicunoscută, în picioare, seminud, îmbrăcat în obișnuita piele de panteră (nebris) care-i acoperă torsul. Greutatea corpului cade pe piciorul drept întins, în timp ce stângul este ușor flexat și adus în spate, realizându-se astfel efectul de contraposto. Din kantharos-ul ținut în mâna dreaptă toarnă vin în gura panterei aflată în dreapta zeului. Pe cap poartă obișnuita coroană din fructe și frunze de iederă (corymbus), iar în mâna stângă ține thyrsos-ul. Pan, însoțitorul lui Liber Pater, este ilustrat în ipostază miniaturală, nudă, cu o expresie gravă, având picioare de țap și nelipsitele cornițe de deasupra frunții (înălțime 58 cm.). | Muzeul Național al Unirii, Alba Iulia         | Cimec    |
|      | Castron                                      | Datare: 4500 - 4200 a.Chr. Descoperit: jud. Alba, com. Meteș, Ampoița, La Pietri Material: Lut; modelare, pictare, ardere                                                                       | Vas cu umărul carenat și corpul conic, decorat cu pictură. | Muzeul Național al Unirii, Alba Iulia         | Cimec    |
|      | Amforă                                       | Datare: 4500 - 4200 a.Chr. Descoperit: jud. Alba, com. Ocna Mureș, Uioara de jos, Grui Material: Lut; modelare, pictare, ardere                                                                 | Formă bitronconică, gât înalt, lut fin cărămiziu, pictură cu brun. | Muzeul Național al Unirii, Alba Iulia         | Cimec    |
|      | Amforă                                       | Datare: 4500 - 4200 a.Chr. Descoperit: jud. Alba, com. Berghin, Ghirbom, În față Material: Lut; modelare, pictare, ardere                                                                       | Vas de mari dimensiuni, fund îngust, pântec bombat, gură îngustă, torți pe gât și pântec. Lut cărămiziu fin. Pictură în spirală de culoare neagră. | Muzeul Național al Unirii, Alba Iulia         | Cimec    |
|      | Ceașcă                                       | Datare: 2800-2600 a.Chr. Descoperit: jud. Alba, com. Meteș, Tăuți, Grădina lui Morar Manoil Material: Lut; modelare, impresiune, ardere                                                         | Lut cărămiziu, cu slip pe ambele fețe, corp sferic, toartă supraînălțată și larg arcuită, ornamentat cu incizii liniare sub buză. | Muzeul Național al Unirii, Alba Iulia         | Cimec    |
|      | Castron                                      | Datare: 2800-2600 a.Chr. Descoperit: jud. Alba, com. Meteș, Tăuți Material: Lut; modelare, impresiune, ardere                                                                                   | Formă de bol, gura largă, cu buza larg răsfrântă, pântec rotund. Decor crestat pe buză, hașuri incizate sub ea, benzi decorate cu împunsături succesive. | Muzeul Național al Unirii, Alba Iulia         | Cimec    |
|      | Amforă                                       | Datare: 4650-4500 a. Chr. Descoperit: jud. Alba, Alba Iulia, Lumea Nouă Material: lut, degresat de nisip fin; modelare cu mâna, pictare, ardere oxidantă, factură fină                          | Vas de tip amforă, cu corpul globular și gât tronconic, buza dreaptă, cu patru toarte perforate orizontal, dispuse simetric; decorul pictat (roșu-vișiniu pe fond gălbui-portocaliu) organizat în registre, marcate prin benzi orizontale, motivele ornamentale constau din linii groase în "zig-zag" pe gât, benzi de linii subțiri "în căpriori" pe umărul puternic bombat și "virgule" pe partea inferioară a vasului, spre fund; lustru foarte bun. | Universitatea „1 Decembrie 1918”, Alba Iulia  | Cimec    |
|      | Bol                                          | Descoperit: jud. Alba, Alba Iulia, Lumea Nouă Material: lut; modelare cu mâna, pictare | Bol de formă semisferică, pereți arcuiți, buza rotunjită și invazată, patru butoni ornamentali dispuși simetric, decor obținut prin pictură, tricrom, motive ornamentale organizate în registre constând în benzi de linii pictate pe fond alb-gălbui, de culoare roșie castanie ce formează arcade peste care sunt aplicate linii subțiri de culoare neagră, pictură complementară cu bitum, aplicată după ardere. | Universitatea „1 Decembrie 1918”, Alba Iulia  | Cimec    |
|      | Fibulă cu noduri                             | Datare: Sec. I a.Chr. Școală: Atelier autohton Descoperit: jud. Alba, com. Cergău, Lupu Material: argint; turnare; batere; trefilare                                                            | Fibulă cu cinci noduri. | Muzeul Național al Unirii, Alba Iulia         | Cimec    |
|      | Fibulă cu noduri                             | Datare: Sec. I a.Chr. Școală: Atelier autohton Descoperit: jud. Alba, com. Cergău, Lupu Material: argint; turnare; batere; trefilare                                                            | Fibulă cu cinci noduri. | Muzeul Național al Unirii, Alba Iulia         | Cimec    |
|      | Faleră circulară                             | Datare: Sec. I a.Chr. Școală: Atelier autohton Descoperit: jud. Alba, com. Cergău, Lupu Material: argint; ciocănire "au repousse"                                                               | Faleră circulară cu reprezentarea unui personaj feminin ținând în mână vase - Zeiță autohtonă. | Muzeul Național al Unirii, Alba Iulia         | Cimec    |
|      | Faleră circulară                             | Datare: Sec. I a.Chr. Școală: Atelier autohton Descoperit: jud. Alba, com. Cergău, Lupu Material: argint; ciocănire "au repousse"                                                               | Faleră circulară cu reprezentarea unui personaj feminin însoțit de un animal fantastic. | Muzeul Național al Unirii, Alba Iulia         | Cimec    |
|      | Faleră circulară                             | Datare: Sec. I a.Chr. Școală: Atelier autohton Descoperit: jud. Alba, com. Cergău, Lupu Material: argint; ciocănire "au repousse"                                                               | Faleră circulară cu reprezentarea unui personaj feminin având pe cap două cornuri lunare. | Muzeul Național al Unirii, Alba Iulia         | Cimec    |
|      | Faleră circulară                             | Datare: Sec. I a.Chr. Școală: Atelier autohton Descoperit: jud. Alba, com. Cergău, Lupu Material: argint; ciocănire "au repousse"                                                               | Faleră circulară cu reprezentarea unui călăreț cu scut. | Muzeul Național al Unirii, Alba Iulia         | Cimec    |
|      | Faleră circulară                             | Datare: Sec. I a.Chr. Școală: Atelier autohton Descoperit: jud. Alba, com. Cergău, Lupu Material: argint; ciocănire "au repousse"                                                               | Faleră circulară cu reprezentarea unui călăreț cu scut. | Muzeul Național al Unirii, Alba Iulia         | Cimec    |
|      | Faleră circulară                             | Datare: Sec. I a.Chr. Școală: Atelier autohton Descoperit: jud. Alba, com. Cergău, Lupu Material: argint; ciocănire "au repousse"                                                               | Faleră circulară cu reprezentarea unui vultur cu un șarpe în gheare. | Muzeul Național al Unirii, Alba Iulia         | Cimec    |
|      | Faleră circulară                             | Datare: Sec. I a.Chr. Școală: Atelier autohton Descoperit: jud. Alba, com. Cergău, Lupu Material: argint; ciocănire "au repousse"                                                               | Faleră circulară cu reprezentarea în interiorul unui cerc perlat a unui vultur cu aripile desfăcute și cu un șarpe în gheare. | Muzeul Național al Unirii, Alba Iulia         | Cimec    |
|      | Cupă semisferică                             | Datare: Sec. I a.Chr. Școală: Atelier autohton Descoperit: jud. Alba, com. Cergău, Lupu Material: argint; ciocănire                                                                             | Cupă semisferică cu buza dreaptă puțin îndoită. | Muzeul Național al Unirii, Alba Iulia         | Cimec    |
|      | Cană                                         | Datare: Sec. I a.Chr. Școală: Import roman Descoperit: jud. Alba, com. Cergău, Lupu Material: bronz; ciocănire                                                                                  | Cană bitronconică din bronz. | Muzeul Național al Unirii, Alba Iulia         | Cimec    |
|      | Bol                                          | Datare: Sec. II a.Chr. Școală: Import roman Descoperit: jud. Hunedoara, com. Dobra, Rădulești Dimensiuni: Ltoartă: 240 mm Material: bronz; ciocănire                                            | Bol cu toartă mobilă realizat prin ciocănirea unei table din bronz pentru bolul propriu-zis și toarta mobilă prinsă cu sorum sub buza vasului. | Muzeul Național al Unirii, Alba Iulia         | Cimec    |
|      | Cavalerul Trac                               | Datare: 2/2 sec. II p.Chr. Descoperit: jud. Alba, Alba Iulia, Partoș Material: marmură; cioplire; șlefuire                                                                                      | Descoperită cu prilejul săpăturilor la sanctuarul lui Liber Pater de la Partoș împreună cu mai multe piese având același caracter. Sanctuarul suprapune incinta de pământ a orașului roman Apulum I. Lipsă fragmente din capul călărețului și picioarele calului. Călărețul este în galop spre dreapta, iar la picioare un câine atacând un mistreț. Pe soclu, inscripție greacă care se referă la două personaje, Azurelius Taciturnus, tatăl și Aurelius Tacitus fiul, care consacră piesa. | Muzeul Național al Unirii, Alba Iulia         | Cimec    |
|      | Cavalerii danubieni și divinitate feminină   | Datare: 2/2 sec. II p.Chr. Descoperit: jud. Alba, Alba Iulia, Partoș Material: plumb; ciocănire "au repousse"                                                                                   | Descoperită cu prilejul săpăturilor la sanctuarul lui Liber Pater de la Partoș împreună cu mai multe piese având același caracter. Sanctuarul suprapune incinta de pământ a orașului roman Apulum I. Lipsă fragmente din centru și stânga. Inscripție realizată prin batere asupra unui tipar de lemn (lectura posibilă: Cohors I Sagitariorum Tibiscensium; se păstrează doar COHISTIBISC). În centru se distinge o divinitate feminină care ține în mână dârlogii a doi cai, dispuși în stânga și dreapta, pe care se află Cavalerii Danubieni. | Muzeul Național al Unirii, Alba Iulia         | Cimec    |
|      | Diana - Luna                                 | Datare: Sec. II-III p.Chr. Descoperit: jud. Alba, Apulum Material: bronz; turnare; șlefuire | Descoperit la Apulum în împrejurări necunoscute. Piesa o reprezintă pe Diana, ușor de identificat după atributul caracteristic de pe cap, cornul Lunii. Iconografia zeiței cuprinde de fapt două categorii de tipuri: prima, cea mai răspândită, o constituie „Diana la vânătoare”, având drept atribute caracteristice arcul cu săgeți și tolba; a doua, mai puțin frecventă în Dacia, este Diana - Luna, din care face parte și piesa aceasta. Detaliile sunt foarte atent realizate, cu preocupare evidentă pentru sugerarea expresiei feței și a pieptănăturii. În schimb, pliurile veșmântului, ce converg în unghi ascuțit spre piept, sunt oarecum mai convenționale. | Muzeul Național al Unirii, Alba Iulia         | Cimec    |
|      | Statuie funerară                             | Datare: 2/2 sec. II p.Chr. Descoperit: jud. Alba, Alba Iulia, Partoș Material: marmură; cioplire; șlefuire                                                                                      | Piesa reprezintă o femeie, probabil soția unui demnitar local, înveșmântată cu o stola petrecută peste brațul stâng. Deși poziția este oarecum convențională, se remarcă totuși trăsături accentuate de portret, ceea ce justifică ipoteza atribuirii piesei unui atelier local, specializat în monumente funerare. | Muzeul Național al Unirii, Alba Iulia         | Cimec    |
|      | Placă votivă dedicată Hygiei și lui Aesculap | Datare: 2/2 sec. II p.Chr. Descoperit: jud. Alba, Alba Iulia, Partoș Material: marmură; cioplire; șlefuire                                                                                      | Textul, consacrat divinităților protectoare ale sănătății, Hygia și Aesculap, cărora Aurelius Rufinus, decurion al orașului roman Apulum II, Municipium Septimium Apulensis, le ridică un portic de 40 de picioare. | Muzeul Național al Unirii, Alba Iulia         | Cimec    |
|      | Statuie monumentală - mâini                  | Datare: Sec. II-III p.Chr. Descoperit: jud. Alba, Alba Iulia, Str. Încoronării Dimensiuni: Lmâna dreaptă: 395 mm; Lmâna stângă: 265 mm Material: bronz; turnare                                 | Fragmentele recuperate din statuie sunt numeroase însă nu au putut fi regrupate în vederea reconstituirii, măcar parțiale, a piesei. Cele două mâini, dintre care una are și antebrațul, par să indice faptul că ar putea fi vorba de o statuie în picioare și nu ecvestră, pentru că în acest din urmă caz ar trebui să existe pe una dintre ele urmele hățurilor de la dârlogii calului. Primul fragment, mâna dreaptă cu palma întinsă și antebrațul, avea la capătul antebrațului un mic orificiu de fixare. Cel de al doilea fragment, mâna stângă, nu are antebraț, iar primele două degete, indexul și cel mijlociu, sunt îndepărtate unul de celălalt în vreme ce inelarul, pe care apare reprezentat un inel, și cel mic sunt întoarse spre palmă. | Muzeul Național al Unirii, Alba Iulia         | Cimec    |
|      | Statuie de tribun militar                    | Datare: Sec. III p.Chr. Material: calcar; cioplire; șlefuire | Piesa reprezintă un tribun militar roman înveșmântat cu o tunică simplă peste care are o mantie petrecută pe brațul stâng. La brâu are o sabie prinsă de centură, cingulum, încheiată cu o cataramă rotundă. | Muzeul Național al Unirii, Alba Iulia         | Cimec    |
|      | Placă votivă consacrată zeului Pan           | Datare: 2/2 sec. II p.Chr. Descoperit: jud. Alba, Alba Iulia, Partoș Material: marmură; cioplire; șlefuire                                                                                      | Descoperită cu prilejul săpăturilor la sanctuarul lui Liber Pater de la Partoș împreună cu mai multe piese având același caracter. Sanctuarul suprapune incinta de pământ a orașului roman Apulum I. Piesa are formă pentagonală, cu un fronton triunghiular stilizat. Zeul Pan este reprezentat în picioare, cu un pedum în mâna stângă iar cu dreapta aduce libațiile la un altar pe care se află o inscripție pe trei rânduri. Textul amintește de un oarecare Iulius, beneficiarius consularis. | Muzeul Național al Unirii, Alba Iulia         | Cimec    |
|      | Publius Helvetius Pertinax                   | Datare: Sec. III p.Chr. Material: marmură; cioplire; șlefuire | Piesa este realizată cu pricepere, probabil într-un atelier local. Reprezintă un împărat, căci poartă platoșa de paradă specifică, adică lorica graeca, și nu o platoșă obișnuită. Pe baza unor analogii portretistice, personajul în cauză a fost identificat drept Publius Helvetius Pertinax. El a fost și guvernator al Daciei Apulensis înainte de a deveni împărat și așa se explică prezența statuii aici. | Muzeul Național al Unirii, Alba Iulia         | Cimec    |
|      | Statuie monumentală - picior drept           | Datare: Sec. II-III p.Chr. Descoperit: jud. Alba, Apulum Material: bronz; turnare; aurire | Piesa reproduce, la scară apropiată celei umane, un picior încălțat cu o cizmă. Având în vedere proporțiile, se poate presupune că statuia, dispărută acum, avea înălțimea unui om și era așezată pe un soclu sau un postament atașat tălpii. Cizma reproduce un tip de încălțăminte răspândit în rândul aristocrației romane, anume „calceus patricius” sau „senatorius”, și era alcătuită din fâșii de piele ce acopereau laba piciorului, urcau apoi deasupra gleznelor, la carâmb, încheindu-se cu un inel. În față există patru curele încheiate și petrecute peste laba piciorului cu capetele atârnând. Luând în considerare analogii cunoscute pentru acest tip de statuie, se poate presupune că poziția personajului reprezentat, împărat sau înalt demnitar al provinciei, era în picioare cu greutatea piciorului sprijinindu-se pe piciorul drept, cel care se păstrează, în vreme ce celălalt picior, dispărut acum, era ușor flexat. | Muzeul Național al Unirii, Alba Iulia         | Cimec    |
|      | Placă votivă dedicată zeului Liber Pater     | Datare: 2/2 sec. II p.Chr. Descoperit: jud. Alba, Alba Iulia, Partoș Material: marmură; cioplire; șlefuire                                                                                      | Inscripția este dedicată lui Liber Pater de către Aurelius Renatus, soldat din Legiunea a XIII-a Gemina. Textul este dispus pe cinci rânduri iar înălțimea literei este 3 cm. | Muzeul Național al Unirii, Alba Iulia         | Cimec    |
|      | Statuie                                      | Datare: Sec. III p.Chr. Material: marmură; cioplire; șlefuire | Piesa reprezintă un împărat, căci poartă platoșa de paradă specifică, adică lorica graeca, și din punct de vedere iconografic este asemănătoare cu toate statuile imperiale romane de for public, cum ar fi, de pildă, cea a lui Augustus, denumită "de la Prima Porta", de la Roma. Nu se cunoaște în cazul piesei de la Apulum cine este împăratul pentru că acesteia îi lipsește capul. | Muzeul Național al Unirii, Alba Iulia         | Cimec    |
|      | Stelă funerară                               | Datare: 2/2 sec. II p.Chr. Descoperit: jud. Alba, Alba Iulia, Partoș Material: calcar; cioplire; șlefuire                                                                                       | La partea superioară un registru decorativ cu două genii înnaripate între care se află un păun. Textul se desfășoară pe șapte rânduri și amintește un personaj din Virunum, Caius Valerius Silvanus, veteran al Legiunii a XIII-a Gemina, care a trăit 70 de ani. Monument ridicat de fiul său, Titus Flavius Valerius Valens, soldat și el al Legiunii a XIII-a Gemina. | Muzeul Național al Unirii, Alba Iulia         | Cimec    |
|      | Stelă funerară                               | Datare: 2/2 sec. II p.Chr. Descoperit: jud. Alba, Alba Iulia, Partoș Material: calcar; cioplire; șlefuire                                                                                       | La partea superioară un registru decorativ cu două genii înaripate care țin o ghirlandă, având în centru un vultur cu aripile desfăcute. Sub medalionul cu portretele familiei defunctei, apare un portret al Gorgonei. Textul se desfășoară pe cinci rânduri și amintește un personaj pe nume Artorius Victor, ce ridică monumentul soției sale Ulpia Maximilla, ce a murit la 25 de ani. | Muzeul Național al Unirii, Alba Iulia         | Cimec    |
|      | Stelă funerară                               | Datare: Sec. III p.Chr. Descoperit: jud. Alba, Alba Iulia, Partoș Material: calcar; cioplire; șlefuire                                                                                          | Piesa are în partea superioară, în cele două colțuri, doi ciorchini de struguri. În centru se află un medalion cu reprezentarea unui bărbat și a unei femei. Bărbatul poartă o platoșă figurată extrem de schematic, însă nu este o platoșă de paradă ci lorica segmentata. Textul inscripției are opt rânduri și menționează un oarecare Aurelius Simbu, mort la XXX de ani căruia soția îi închină monumentul. Inedită. | Muzeul Național al Unirii, Alba Iulia         | Cimec    |
|      | Zeul Liber Pater                             | Datare: 2/2 sec. II p.Chr. Descoperit: jud. Alba, Alba Iulia, Partoș Material: marmură; cioplire; șlefuire                                                                                      | Lipsă fragmente: capul statuetei și membre. Zeul în picioare, cu trunchiul acoperit cu o piele de animal, probabil panteră. La picioare o panteră sau câine, cu un ciorchine de strugure la picioare (?). Pe soclu apare un text pe două rânduri, ce atestă că piesa a fost consacrată lui Liber Pater de către Caius Iulius Chestus. | Muzeul Național al Unirii, Alba Iulia         | Cimec    |

## Fond
| Foto | Informații generale                   | Detalii tehnice | Descriere | Deținător                                    | Legături |
| ---- | ------------------------------------- | --- | --- | -------------------------------------------- | -------- |
|      | Altar - perete                        | Datare: Mil. II a.Chr. Descoperit: jud. Jud. ALBA, com. Com. STREMȚ, GEOAGIU DE SUS Material: lut prelucrat ars                                                                 | Piesa este decorată cu motive spiralice canelate. Este intr-o stare bună de conservare, fiind parțial restaurată. | Muzeul Național al Unirii, Alba Iulia        | Cimec    |
|      | Altar - perete                        | Datare: Mil. II a.Chr. Descoperit: jud. Jud. ALBA, com. Com. STREMȚ, GEOAGIU DE SUS Material: lut prelucrat ars                                                                 | Piesa este decorată cu motive geometrice incizate. Piesa este parțial restaurată. | Muzeul Național al Unirii, Alba Iulia        | Cimec    |
|      | Altar - perete                        | Datare: Mil. II a.Chr. Descoperit: jud. Jud. ALBA, com. Com. STREMȚ, GEOAGIU DE SUS Material: lut prelucrat ars                                                                 | Piesa este decorată cu motive geometrice de tip meandric. Este intr-o stare bună de conservare, fiind parțial restaurată. | Muzeul Național al Unirii, Alba Iulia        | Cimec    |
|      | Inel de buclă                         | Datare: sec. X - XI p.Chr. Descoperit: jud. Alba, ALBA IULIA, Stația de Salvare Material: argint; trefilare                                                                     | Piesa este lucrată dintr-un fir cu secțiunea rotundă, răsucit circular, având capetele apropiate. | Muzeul Național al Unirii, Alba Iulia        | Cimec    |
|      | Inel de buclă                         | Datare: sec. X - XI p.Chr. Descoperit: jud. Alba, ALBA IULIA, Stația de Salvare Material: argint; trefilare                                                                     | Piesa este lucrată dintr-un fir răsucit circular, având capetele apropiate. | Muzeul Național al Unirii, Alba Iulia        | Cimec    |
|      | Inel                                  | Datare: sec. X - XI p.Chr. Descoperit: jud. Alba, ALBA IULIA, Stația de Salvare Material: argint; trefilare                                                                     | Piesa este lucrată dintr-un fir cu secțiunea rotundă, răsucit circular, având capetele apropiate. | Muzeul Național al Unirii, Alba Iulia        | Cimec    |
|      | Inel de buclă                         | Datare: sec. X - XI p.Chr. Descoperit: jud. Alba, ALBA IULIA, Stația de Salvare Material: argint; trefilare                                                                     | Piesa este lucrată dintr-un fir cu secțiunea rotundă, răsucit circular, având capetele apropiate. | Muzeul Național al Unirii, Alba Iulia        | Cimec    |
|      | Inel                                  | Datare: sec. X - XI p.Chr. Descoperit: jud. Alba, ALBA IULIA, Stația de Salvare Material: argint; trefilare                                                                     | Piesa este lucrată dintr-un fir cu secțiunea rotundă, răsucit circular, având capetele apropiate. | Muzeul Național al Unirii, Alba Iulia        | Cimec    |
|      | Cercel                                | Datare: sec. X - XI p.Chr. Descoperit: jud. Alba, ALBA IULIA, Stația de Salvare Material: argint; trefilare; granulare                                                          | Piesa este lucrată dintr-un fir cu secțiunea circulară, având capetele depărtate, pe care sunt aplicate spațiat manșoane formate din granule lipite la cald. | Muzeul Național al Unirii, Alba Iulia        | Cimec    |
|      | Inel de buclă                         | Datare: sec. X - XI p.Chr. Descoperit: jud. Alba, ALBA IULIA, Stația de Salvare Material: argint; trefilare                                                                     | Piesa este lucrată dintr-un fir cu secțiunea rotundă, răsucit circular, având capetele apropiate. | Muzeul Național al Unirii, Alba Iulia        | Cimec    |
|      | Inel de buclă                         | Datare: sec. X - XI p.Chr. Descoperit: jud. Alba, ALBA IULIA, Stația de Salvare Material: argint; trefilare                                                                     | Piesa este lucrată dintr-un fir cu secțiunea rotundă, răsucit circular, având capetele apropiate. | Muzeul Național al Unirii, Alba Iulia        | Cimec    |
|      | Inel de buclă                         | Datare: sec. X - XI p.Chr. Descoperit: jud. Alba, ALBA IULIA, Stația de Salvare Material: argint; trefilare                                                                     | Piesa este lucrată dintr-un fir cu secțiunea rotundă, răsucit circular, având capetele apropiate. | Muzeul Național al Unirii, Alba Iulia        | Cimec    |
|      | Inel de buclă                         | Datare: sec. X - XI p.Chr. Descoperit: jud. Alba, ALBA IULIA, Stația de Salvare Material: argint; trefilare                                                                     | Piesa este lucrată dintr-un fir cu secțiunea rotundă, răsucit circular, având capetele depărtate. | Muzeul Național al Unirii, Alba Iulia        | Cimec    |
|      | Inel                                  | Datare: sec. X - XI p.Chr. Descoperit: jud. Alba, ALBA IULIA, Stația de Salvare Material: argint; trefilare                                                                     | Piesa este lucrată dintr-un fir cu secțiunea rotundă, răsucit circular, având capetele apropiate. | Muzeul Național al Unirii, Alba Iulia        | Cimec    |
|      | Inel de buclă                         | Datare: sec. X - XI p.Chr. Descoperit: jud. Alba, ALBA IULIA, Stația de Salvare Material: argint; trefilare                                                                     | Piesa este lucrată dintr-un fir cu secțiunea rotundă, răsucit circular, având capetele apropiate. | Muzeul Național al Unirii, Alba Iulia        | Cimec    |
|      | Inel de buclă                         | Datare: sec. X - XI p.Chr. Descoperit: jud. Alba, ALBA IULIA, Stația de Salvare Material: argint; trefilare                                                                     | Piesa este lucrată dintr-un fir cu secțiunea rotundă, răsucit circular, având capetele ușor depărtate. | Muzeul Național al Unirii, Alba Iulia        | Cimec    |
|      | Inel                                  | Datare: sec. X - XI p.Chr. Descoperit: jud. Alba, ALBA IULIA, Stația de Salvare Material: argint; trefilare                                                                     | Piesa este lucrată dintr-un fir cu secțiunea rotundă, răsucit circular, având capetele suprapuse. | Muzeul Național al Unirii, Alba Iulia        | Cimec    |
|      | Inel                                  | Datare: sec. X - XI p.Chr. Descoperit: jud. Alba, ALBA IULIA, Stația de Salvare Material: argint; trefilare                                                                     | Piesa este lucrată dintr-un fir cu secțiunea rotundă, răsucit circular, având capetele suprapuse. | Muzeul Național al Unirii, Alba Iulia        | Cimec    |
|      | Inel de buclă                         | Datare: sec. X - XI p.Chr. Descoperit: jud. Alba, ALBA IULIA, Stația de Salvare Material: argint; trefilare                                                                     | Piesa este lucrată dintr-un fir cu secțiunea rotundă, răsucit circular, având capetele apropiate, fragmentat în două bucăți. | Muzeul Național al Unirii, Alba Iulia        | Cimec    |
|      | Inel                                  | Datare: sec. X-XII p. Chr. Descoperit: jud. Alba, Alba Iulia, str. Mihai Viteazul nr. 21 Material: Bronz.                                                                       | Bronz. Fragment de verigă, probabil de la un inel. | Arhiepiscopia Romano-Catolică, Alba Iulia    | Cimec    |
|      | Verigă                                | Datare: sec. X-XII p. Chr. Descoperit: jud. Alba, Alba Iulia, str. Mihai Viteazul nr. 21 Material: Bronz.                                                                       | Bronz, bandă de secțiune dreptunghiulară variabilă. Partea superioară răsucită în formă de inel, capătul apropiat de tijă și ușor subțiat. Partea inferioară are tija ruptă. | Arhiepiscopia Romano-Catolică, Alba Iulia    | Cimec    |
|      | Cercel de tâmplă                      | Datare: sfârșitul sec. XI-începutul sec. XIII p. Chr. Descoperit: jud. Alba, Alba Iulia, str. Mihai Viteazul nr. 21 Material: Argint.                                           | Argint; cercel cu capăt în S, capătul rupt, veriga reîntregită la restaurare. | Arhiepiscopia Romano-Catolică, Alba Iulia    | Cimec    |
|      | Cercel                                | Datare: sfârșitul sec. XI-începutul sec. XIII p. Chr. Descoperit: jud. Alba, Alba Iulia, str. Mihai Viteazul nr. 21 Material: Argint.                                           | Argint. Cercel simplu din sârmă circulară. | Arhiepiscopia Romano-Catolică, Alba Iulia    | Cimec    |
|      | Cercel                                | Datare: sfârșitul sec. XI-începutul sec. XIII p. Chr. Descoperit: jud. Alba, Alba Iulia, str. Mihai Viteazul nr. 21 Material: Argint.                                           | Argint. Cercel simplu din sârmă circulară. | Arhiepiscopia Romano-Catolică, Alba Iulia    | Cimec    |
|      | Brățară                               | Datare: sfârșitul sec. XI (?) p. Chr. Descoperit: jud. Alba, Alba Iulia, str. Mihai Viteazul nr. 21 Material: Bronz.                                                            | Bronz. Bară cu secțiunea romboidală. | Arhiepiscopia Romano-Catolică, Alba Iulia    | Cimec    |
|      | Brățară                               | Datare: sec. XI-XII p. Chr. Descoperit: jud. Alba, Alba Iulia, str. Mihai Viteazul nr. 21 Material: Argint.                                                                     | Argint, sârmă inegală ca grosime. Brățară formată din două sârme împletite, cu capăt în formă de buclă. | Arhiepiscopia Romano-Catolică, Alba Iulia    | Cimec    |
|      | Brățară                               | Datare: sec. XIII-XIV (?) p. Chr. Descoperit: jud. Alba, Alba Iulia, str. Mihai Viteazul nr. 21 Material: Bronz.                                                                | Bronz. | Arhiepiscopia Romano-Catolică, Alba Iulia    | Cimec    |
|      | Ac de văl                             | Datare: sec. X-XIII p. Chr. Descoperit: jud. Alba, Alba Iulia, str. Mihai Viteazul nr. 21 Material: Bronz.                                                                      | Bronz; ac cu gămălie circulară. | Arhiepiscopia Romano-Catolică, Alba Iulia    | Cimec    |
|      | Nasture                               | Datare: sec. XIV-XV p. Chr. Descoperit: jud. Alba, Alba Iulia, str. Mihai Viteazul nr. 21 Material: Bronz.                                                                      | Bronz, format dintr-o parte bombată sudată cu placa discoidală de care este prinsă toarta. | Arhiepiscopia Romano-Catolică, Alba Iulia    | Cimec    |
|      | Cataramă                              | Datare: sec. XII-XIII p. Chr. Descoperit: jud. Alba, Alba Iulia, str. Mihai Viteazul nr. 21 Material: Fier.                                                                     | Fier; cataramă circulară cu spin. | Arhiepiscopia Romano-Catolică, Alba Iulia    | Cimec    |
|      | Cataramă                              | Datare: sec. XII-XIII p. Chr. Descoperit: jud. Alba, Alba Iulia, str. Mihai Viteazul nr. 21 Material: Fier.                                                                     | Fier; cataramă circulară cu spin. | Arhiepiscopia Romano-Catolică, Alba Iulia    | Cimec    |
|      | Cataramă                              | Datare: sec. XII-XIII p. Chr. Descoperit: jud. Alba, Alba Iulia, str. Mihai Viteazul nr. 21 Material: Fier.                                                                     | Fier; cataramă circulară cu spin. | Arhiepiscopia Romano-Catolică, Alba Iulia    | Cimec    |
|      | Cataramă                              | Datare: sec. XII-XIII p. Chr. Descoperit: jud. Alba, Alba Iulia, str. Mihai Viteazul nr. 21 Material: Fier.                                                                     | Fier; cataramă circulară cu spin. | Arhiepiscopia Romano-Catolică, Alba Iulia    | Cimec    |
|      | Cataramă                              | Datare: sec. XII-XIII p. Chr. Descoperit: jud. Alba, Alba Iulia, str. Mihai Viteazul nr. 21 Material: Bronz.                                                                    | Cataramă circulară din bronz, cu un spin de formă conică lucrat din fier. Catarama lucrată dintr-o verigă cu secțiunea rotundă ușor aplatizată. | Arhiepiscopia Romano-Catolică, Alba Iulia    | Cimec    |
|      | Cataramă                              | Datare: sec. X-XII p. Chr. Descoperit: jud. Alba, Alba Iulia, str. Mihai Viteazul nr. 21 Material: bronz                                                                        | Cataramă dreptunghiulară. | Arhiepiscopia Romano-Catolică, Alba Iulia    | Cimec    |
|      | Aplică                                | Datare: sfârșitul sec. XI- începutul sec.XIII p. Chr. Descoperit: jud. Alba, Alba Iulia, str. Mihai Viteazul nr. 21 Material: Bronz.                                            | Bronz. Aplică din tablă de bronz, cu nituri marginale; partea centrală este circulară, ușor lățită și prevăzută cu un orificiu. | Arhiepiscopia Romano-Catolică, Alba Iulia    | Cimec    |
|      | Închizătoare de carte                 | Datare: sec. XIV-XV p. Chr. Descoperit: jud. Alba, Alba Iulia, str. Mihai Viteazul nr. 21 Material: Cupru sau alamă.                                                            | Din cupru sau alamă, piesa este realizată dintr-o bandă care are prelucrat la unul din capete un sistem de prindere cu flanșă și nituri; la capătul opus este realizat un mic cârlig dintr-o prelungire îngustată a corpului piesei. Partea vizibilă este decorată prin incizare cu un brad stilizat care are în vârf un decor din cercuri dispuse concentric. La partea centrală decor din linii transversale cu un X între ele. | Arhiepiscopia Romano-Catolică, Alba Iulia    | Cimec    |
|      | Închizătoare de carte                 | Datare: sec. XIV-XV p. Chr. Descoperit: jud. Alba, Alba Iulia, str. Mihai Viteazul nr. 21 Material: Cupru sau alamă.                                                            | Din cupru sau alamă, piesa este realizată dintr-o bandă care are prelucrat la unul din capete un sistem de prindere cu flanșă și nituri; la capătul opus este realizat un mic cârlig dintr-o prelungire îngustată a corpului piesei. Decor geometric incizat. | Arhiepiscopia Romano-Catolică, Alba Iulia    | Cimec    |
|      | Închizătoare de carte                 | Datare: sec. XIV-XV p. Chr. Descoperit: jud. Alba, Alba Iulia, str. Mihai Viteazul nr. 21 Material: Cupru sau alamă.                                                            | Din cupru sau alamă, piesa este realizată dintr-o bandă care are prelucrat la unul din capete un sistem de prindere cu flanșă și nituri; la capătul opus este realizat un mic cârlig dintr-o prelungire îngustată a corpului piesei. Decor geometric incizat. | Arhiepiscopia Romano-Catolică, Alba Iulia    | Cimec    |
|      | Închizătoare de carte                 | Datare: sec. XIV-XV p. Chr. Descoperit: jud. Alba, Alba Iulia, str. Mihai Viteazul nr. 21 Material: Cupru sau alamă.                                                            | Din cupru sau alamă, piesa este realizată dintr-o bandă care are prelucrat la unul din capete un sistem de prindere cu flanșă și nituri; la capătul opus este realizat un mic cârlig dintr-o prelungire îngustată a corpului piesei. Decor geometric incizat. | Arhiepiscopia Romano-Catolică, Alba Iulia    | Cimec    |
|      | Închizătoare de carte                 | Datare: sec. XIV-XV p. Chr. Descoperit: jud. Alba, Alba Iulia, str. Mihai Viteazul nr. 21 Material: Bronz.                                                                      | Din bronz, piesa este compusă din două plăcuțe cu nituri care se fixau pe curea, articulate cu o piesă decorativă turnată. La capăt se observă un nit cu gaură, deci piesa originală mai avea o articulație, probabil un pandantiv. | Arhiepiscopia Romano-Catolică, Alba Iulia    | Cimec    |
|      | Închizătoare de carte                 | Datare: sec. XIV-XV p. Chr. Descoperit: jud. Alba, Alba Iulia, str. Mihai Viteazul nr. 21 Material: Bronz.                                                                      | Din bronz, decorată aproape de bază cu linie zimțată și linii paralele. Pe revers, în jumătatea superioară, corpul închizătorii este dublat de o a doua plăcuță, de formă trapezoidală (L: 2,00 cm; l: 1,4-0,8 cm; g: 0,1 cm) prinsă cu 2 nituri ( L: 0, 1 cm; l: 0,1 cm). Se termină cu un cârlig transformat din corpul piesei care se îngustează (la 0,8 cm) și se întoarce. | Arhiepiscopia Romano-Catolică, Alba Iulia    | Cimec    |
|      | Închizătoare de carte                 | Datare: sec. XIV-XV p. Chr. Descoperit: jud. Alba, Alba Iulia, str. Mihai Viteazul nr. 21 Material: Cupru sau alamă.                                                            | Piesa este realizată dintr-o bandă care are prelucrate la unul din capete un sistem de prindere cu flanșă și nituri. La capătul opus este realizat un mic cârlig dintr-o prelungire îngustată a corpului piesei. Partea vizibilă este decorată prin incizare. | Arhiepiscopia Romano-Catolică, Alba Iulia    | Cimec    |
|      | Aplică de carte                       | Datare: sec. XIV-XV p. Chr. Descoperit: jud. Alba, Alba Iulia, str. Mihai Viteazul nr. 21 Material: Bronz.                                                                      | Bronz. Piesa se compune dintr-o placă decupată decorativ care are pe dos o flanșă prinsă în nituri; aceasta avea rolul de a fixa între ea și corpul piesei un material moale, probabil piele. | Arhiepiscopia Romano-Catolică, Alba Iulia    | Cimec    |
|      | Nit ornamental                        | Datare: sec. XIV-XV p. Chr. Descoperit: jud. Alba, Alba Iulia, str. Mihai Viteazul nr. 21 Material: Argint aurit.                                                               | Argint aurit, piesa se compune dintr-o tijă și un capăt ornamental simplu. | Arhiepiscopia Romano-Catolică, Alba Iulia    | Cimec    |
|      | Nit ornamental                        | Datare: sec. XIV-XV p. Chr. Descoperit: jud. Alba, Alba Iulia, str. Mihai Viteazul nr. 21 Material: Argint aurit.                                                               | Argint aurit, piesa se compune dintr-o tijă și un capăt ornamental simplu. | Arhiepiscopia Romano-Catolică, Alba Iulia    | Cimec    |
|      | Nit ornamental                        | Datare: sec. XIV-XV p. Chr. Descoperit: jud. Alba, Alba Iulia, str. Mihai Viteazul nr. 21 Material: Argint aurit.                                                               | Argint aurit, piesa se compune dintr-o tijă, lipesște capătul ornamental. | Arhiepiscopia Romano-Catolică, Alba Iulia    | Cimec    |
|      | Vârf de săgeată                       | Datare: sec. X-XII p. Chr. Descoperit: jud. Alba, Alba Iulia, str. Mihai Viteazul nr. 21 Material: Fier.                                                                        | Fier. Vârful este romboidal, iar la baza pedunculului are un umăr de sprijin. | Arhiepiscopia Romano-Catolică, Alba Iulia    | Cimec    |
|      | Vârf de lance                         | Datare: sec. XIII-XIV p. Chr. Descoperit: jud. Alba, Alba Iulia, str. Mihai Viteazul nr. 21 Material: Fier.                                                                     | Fier. Fragmente, reconstituită la restaurare. L. păstrată 12,7 cm, d. tubului de înmănușare 2,1 cm. | Arhiepiscopia Romano-Catolică, Alba Iulia    | Cimec    |
|      | Stilet                                | Datare: sec. XV-XVI (?) p. Chr. Descoperit: jud. Alba, Alba Iulia, str. Mihai Viteazul nr. 21 Dimensiuni: 9,7 cm Material: Fier.                                                | Fier. Lama triunghiulară îngustă. Mânerul are capătul rotunjit și îngroșat, pentru o stabilitate mai bună în palmă. Plăcile mânerului erau din lemn, fixate cu nituri din fier care se păstrează. De la mijlocul lamei se observă un șanț pentru scurgerea sângelui. | Arhiepiscopia Romano-Catolică, Alba Iulia    | Cimec    |
|      | Pinten cu rotiță                      | Datare: sec. XIV-XV p. Chr. Descoperit: jud. Alba, Alba Iulia, str. Mihai Viteazul nr. 21 Material: Fier.                                                                       | Fier. Pinten cu brațele accentuat arcuite, întoarse la extremități astfel încât formează o buclă prin intermediul căreia era fixat pe încălțăminte. În punctul de întâlnire a brațelor se formează un ieșind ascuțit; suportul rozetei, format din două plăcuțe, este relativ lung; rozeta pierdută din vechime. | Arhiepiscopia Romano-Catolică, Alba Iulia    | Cimec    |
|      | Teacă                                 | Datare: epoca medievală Descoperit: jud. Alba, Alba Iulia, str. Mihai Viteazul nr. 21 Material: Fier.                                                                           | Fier. | Arhiepiscopia Romano-Catolică, Alba Iulia    | Cimec    |
|      | Închizătoare de carte                 | Datare: sec. XIV-XV p. Chr. Descoperit: jud. Alba, Alba Iulia, str. Mihai Viteazul nr. 21 Material: Cupru sau alamă.                                                            | Din cupru sau alamă, fragment dintr-o piesă realizată dintr-o bandă care probabil avea prelucrat la unul din capete un sistem de prindere cu flanșă și nituri; la capătul opus un mic cârlig dintr-o prelungire îngustată a corpului piesei. Decor geometric incizat. Piesa a fost distrusă într-un incendiu. | Arhiepiscopia Romano-Catolică, Alba Iulia    | Cimec    |
|      | Simpulum                              | Datare: sf. sec. I a.Chr - 1/2 sec. I Material: bronz; turnare; șlefuire | Piesa reprezintă partea terminală a unei piese de veselă, foarte asemănătoare, ca formă, unui polonic. Ceea ce s-a păstrat din aceasta este tocmai terminația cozii, decorată ca o protomă de pasăre, probabil o palmipedă – rață sau gâscă. Asemenea piese, sunt în marea majoritate a cazurilor piese de import. Ele erau folosite, în special în cadrul lumii barbare, neromane deci, ca mărfuri de schimb. Forma arcuită a capului de pasăre, pe lângă un rol decorativ, avea și un rol funcțional, acela de a putea agăța piesa respectivă într-un suport sau stativ. Asemenea piese de veselă erau folosite atât în activitatea curentă căt și în cadrul unui ritual religios, pentru libații. | Muzeul Național al Unirii, Alba Iulia        | Cimec    |
|      | Cingulum                              | Datare: sec. II-III Material: bronz; turnare în tipar | Piesa reprezintă o aplică pentru centură și este caracteristică mai ales echipamentului militar. Forma generală se înscrie într-un dreptunghi, terminat pe una dintre laturi cu un „ochi”. Ca decor, se remarcă patru orificii circulare dispuse regulat, iar pentru prindere, alte două mai mici dispuse pe laturile scurte. Modelul acestor aplice de centură a fost pe larg utilizat și pentru fibule, unele dintre acestea din urmă având uneori chiar formă de cataramă. Piesa are doar rol decorativ, fiind prinsă prin intermediul orificiilor laterale și al piciorușelor din spate, de un suport de piele, probabil o centură. | Muzeul Național al Unirii, Alba Iulia        | Cimec    |
|      | Fibulă circulară                      | Datare: sf. sec. II - înc. sec. III Material: bronz; turnare | Piesa reprezintă o fibulă al cărei scut are formă circulară, decorat cu un ornament traforat, repetitiv. Acest tip de fibule este specific mai ales provinciilor din zona Rinului și a Dunării. În Dacia sunt întâlnite în număr relativ important însă cu predilecție în partea centrală și de nord a provinciei. Discul scutului prezintă un câmp decorativ repetitiv având în mijloc un ornament în formă de pelta, străpuns la centru. Din acesta pleacă un motiv meandric, închipuind o rețea de vrejuri vegetale. Lipsește întreg sistemul de prindere, însă se disting câteva urme unde acesta era atașat discului. Piesa are atât rol funcțional, de prindere a pliurilor sau faldurilor unui veșmânt, cât și rol decorativ, asemănător broșelor din zilele noastre. | Muzeul Național al Unirii, Alba Iulia        | Cimec    |
|      | Fibulă circulară                      | Datare: sec. III Material: bronz; turnare; emailare | Piesa reprezintă o fibulă al cărei scut are formă circulară. Acest tip de fibule este specific mai ales provinciilor vestice ale imperiului roman, iar în Dacia sunt considerate drept piese de import. În terminologia de specialitate de dată recentă fibulele de acest tip sunt denumite drept „fibule geometrice emailate”. Pe față discul scutului prezintă două registre concentrice delimitate de o bandă subțire aplatizată. Fondul decorului este de culoare ocru-gălbuie, iar motivul de culoare roșie. Pe primul registru, cel exterior, de 1,1 cm, apare un decor alcătuit din vrejuri având la capăt motivul stilizat al ciorchinelui viței-de-vie. În aprecierea formei decorative se poate considera totuși și varianta unei frunze lanceolate. În mijloc există un buton aplatizat încadrat într-un cerc. Prins de scut, la spate, se află resortul portagrafei. Acul lipsește. | Muzeul Național al Unirii, Alba Iulia        | Cimec    |
|      | Fibulă zoomorfă                       | Datare: 1/2 sec. I - sf. sec. II Material: bronz; turnare în tipar; batere | Piesa reprezintă o fibulă al cărei scut are forma unei păsări, redată destul de realist. Capul și gâtul sunt bine individualizate, însă corpul este tratat oarecum schematic, înscris în limitele unui triunghi. Coada are și ea o formă ușor stilizată. Corpul păsării și coada au „cloison”-euri ce delimitau suprafețele emailate, însă emailul este șters acum. Asemenea piese sunt mai răspândite în regiunile vestice ale imperiului, mai ales în varianta emailată, pe când în Norricum, Pannonia, Moesia și Dacia acestea apar în variante fără email. | Muzeul Național al Unirii, Alba Iulia        | Cimec    |
|      | Mâner de sertar sau de cutie          | Datare: sec. I Material: bronz; turnare | Piesa reprezintă un fragment dintr-un mâner atașat probabil unei piese de mobilier din lemn, fie un sertar aparținând unui ansamblu, fie o cutie independentă. Forma generală este ușor arcuită, având un decor dispus simetric, la cele două extremități. Una dintre acestea lipsește însă. În mijloc decorul este alcătuit din striuri adâncite, relativ regulate, care spre extremități sunt delimitate printr-o concavitate. De la aceasta pornesc, simetric două capete de păsări stilizate. Cealaltă extremitate a piesei lipsește, însă prin analogii cu piese similare, decorul se poate întregi fără probleme. În locul capetelor de păsări dispuse simetric, la cele două extremități, pot apărea delfini, sau grifoni. Piesa are rol funcțional evident, însă și un rol decorativ, în cadrul unui ansamblu de mobilier sau al unei piese independente. | Muzeul Național al Unirii, Alba Iulia        | Cimec    |
|      | Statuetă antropomorfă                 | Datare: sec. III Material: bronz; turnare; șlefuire | Piesa reprezintă un cap de statuetă având coafura terminată cu un coc înalt și meșele dispuse simetric pe creștet în șiruri regulate. Din punct de vedere stilistic se poate avea în vedere un artist sau atelier roman foarte familiarizat cu statuaria elenistică. Detaliile chipului sunt riguros tratate, la fel ca și coafura. Capul a fost detașat de restul statuetei, probabil în vechime, însă în axul fracturii s-a operat o încercare recentă de filetare eventual pentru prinderea acestuia pe statueta de origine sau de o piesă diferită. Având în vedere că restul corpului lipsește, identificarea zeiței este greu de precizat. Înclinația capului și parura pledează însă cu siguranță pentru Afrodita (Venus) sau Artemis (Diana). | Muzeul Național al Unirii, Alba Iulia        | Cimec    |
|      | Candelabru - disc                     | Datare: sec. I Material: bronz; turnare; incizare; batere; argintare | Piesa se prezintă sub forma unui disc cu fața concavă și marginile ușor răsfrânte spre exterior. Pe spate existau probabil patru dispozitive de atârnare (ochiuri) dintre care doar trei se mai păstrează. În centrul piesei se află un mic orificiu, cu posibil rol decorativ dar și funcțional. Pe față discul are o concavitate ale cărei margini sunt ușor aplatizate și răsfrânte spre exterior și prezintă trei registre decorative concentrice. Primul, cel de pe margini, de aproximativ 0,7 cm, este constituit din linii incizate meandrice care delimitează două câmpuri alternante, unul cu un ornament stilizat amintind de ciorchinele viței-de-vie, celălalt alcătuit din grupuri de puncte. Registrul al doilea, de 0,5 cm, este alcătuit din mici dreptunghiuri dispuse vertical, unul lângă altul. În sfârșit, registrul al treilea, de 1,7 cm, este împărțit, la rândul său în trei câmpuri semicirculare al căror decor este acum șters. Piesa prezintă mai ales pe acest registru urme de argint ceea ce dovedește faptul că piesa fusese argintată superficial. Chiar pe stratul subțire de argint se observă compartimentarea celor trei câmpuri semicirculare, amintite mai sus. Pe spate se păstrează doar trei zale de bronz din cele patru existente probabil inițial. Piesa era concepută pentru a fi suspendată prin intermediul unor lanțuri ce erau prinse de zalele de pe spate. Asemenea tipuri de piese intrau în alcătuirea unor candelabre, constituind chiar partea terminală, de la baza acestora. Deasupra, prins cu ajutorul lanțurilor se afla probabil un alt disc, cu un diametru mai mare, pe care se aflau opaițele. Toate aceste componente erau, la rândul lor, suspendate tot cu ajutorul unor lanțuri, terminate la capătul superior printr-un cârlig. | Muzeul Național al Unirii, Alba Iulia        | Cimec    |
|      | Cahlă-placă                           | Datare: jurul anului 1500 p. Chr. Descoperit: jud. Alba, Alba Iulia, str. Mihai Viteazul nr. 21 Material: Lut, lucrată în tipar.                                                | Cahlă placă de formă rectangulară, lucrată din pastă fină cu multă mică, arsă complet la roșu cărămiziu. Lutul a fost presat în tipar cu mâna și cu ajutorul unei spatule din lemn. Smalț verde peste angobă, pe unele fragmente bine păstrat, pe altele complet irizat în argintiu. Pe spate urme de funingine. Decor: cavaler în armură, ecvestru, încadrat de un portal gotic. Sub burta calului două capete umane, unul cu turban și celălalt cu fes. Portalul în acoladă este împodobit cu frunziș bogat, atât pe intrados cât și pe extrados. Pe extrados între vrejuri sunt suspendate alte două capete cu turban. | Arhiepiscopia Romano-Catolică, Alba Iulia    | Cimec    |
|      | Tavă                                  | Datare: sec. XVIII p. Chr. Descoperit: jud. Alba, Alba Iulia, str. Mihai Viteazul nr. 21 Material: Lut, lucrată la roată rapidă.                                                | Pastă medie, ardere oxidantă completă, cărămiziu închis. Tavă cu marginile înalte, cioc de scurgere pe una dintre laturile scurte și un mâner pe una dintre laturile lungi. Smalț verde închis peste care au fost aplicate dungi mai deschise. | Arhiepiscopia Romano-Catolică, Alba Iulia    | Cimec    |
|      | Cahlă de coronament                   | Datare: sec. XVII p. Chr. Descoperit: jud. Alba, Alba Iulia, str. Mihai Viteazul nr. 21 Material: Lut, lucrată în tipar.                                                        | Cahlă placă în formă de blazon. Pastă de calitate medie, ardere oxidantă completă, cărămiziu gălbui. Lutul imprimat în tipar cu o spatulă din lemn; lebedele au fost modelate separat și aplicate pe suport înainte de uscarea acestuia. Smalțuri policrome așezate în strat subțire (alb, verde, galben, negru) pe un fond maroniu. Două exemplare reconstituite la restaurare. Decor: stema principelui Gabriel Bethlen, două lebede al căror gât este străpuns de aceeași săgeată. | Arhiepiscopia Romano-Catolică, Alba Iulia    | Cimec    |
|      | Cahlă de coronament                   | Datare: sec. XVII p. Chr. Descoperit: jud. Alba, Alba Iulia, str. Mihai Viteazul nr. 21 Dimensiuni: picior 4,9x0,8 cm Material: Lut, lucrată în tipar.                          | Cahlă de coronament cu o talpă de sprijin. Pastă fină, ardere completă, lucrată în tipar, lutul presat cu lemn. Fondul decorat cu smalț alb (crăpat fin), relieful cu smalț albastru deschis. Decor: vegetal. | Arhiepiscopia Romano-Catolică, Alba Iulia    | Cimec    |
|      | Țintă cu disc                         | Datare: epoca romană Descoperit: jud. Alba, Alba Iulia, str. Mihai Viteazul nr. 21 Material: Bronz, ciocănire și gravare.                                                       | Bronz. Tija de prindere este de secțiune dreptunghiulară, la capătul liber având un orificiu pentru fixare dreptunghiular. | Arhiepiscopia Romano-Catolică, Alba Iulia    | Cimec    |
|      | Centură                               | Datare: sec. V-VI p. Chr. Descoperit: jud. Alba, Alba Iulia, str. Mihai Viteazul nr. 21 Material: Bronz.                                                                        | Bronz, turnată. Capăt de curea. Piesa are două nituri care fixează pe spate o plăcuță din cupru. Decor: motiv ornitoform, două păsări afrontate, cu ciocurile deschise și unite astfel încât formează un cerc, posibil pentru un dispozitiv de fixare. Penajul păsărilor este sugerat de linii sinuoase. | Arhiepiscopia Romano-Catolică, Alba Iulia    | Cimec    |
|      | Inel                                  | Datare: sec. IX-X p. Chr. Descoperit: jud. Alba, Alba Iulia, str. Mihai Viteazul nr. 21 Material: Plumb.                                                                        | Plumb. Veriga este formată dintr-o bandă lată de 0,65 cm, decorată cu 2-3 caneluri inegale. Chaton oval în care a fost turnată pastă de sticlă incoloră. Chatonul este încadrat de un ornament din boabe metalice care coboară ușor pe verigă. | Arhiepiscopia Romano-Catolică, Alba Iulia    | Cimec    |
|      | Inel                                  | Datare: sfârșitul sec. XI-începutul sec. XIII p. Chr. Descoperit: jud. Alba, Alba Iulia, str. Mihai Viteazul nr. 21 Material: Argint.                                           | Argint. Verigă cu capetele întrerupte, subțiate și petrecute. Capătul care rămâne vizibil este mai subțiat și ușor ascuțit. Piesă întreagă, de formă ovală, ușor deformată din vechime. | Arhiepiscopia Romano-Catolică, Alba Iulia    | Cimec    |
|      | Cheie                                 | Datare: sec. XIII-XIV p. Chr. Descoperit: jud. Alba, Alba Iulia, str. Mihai Viteazul nr. 21 Material: Fier.                                                                     | Fier. Secțiunea tijei este aproximativ hexagonală, mânerul este aplatizat. | Arhiepiscopia Romano-Catolică, Alba Iulia    | Cimec    |
|      | Inel torsadat                         | Datare: sec.XVI-XVII p. Chr. Descoperit: jud. Alba, Alba Iulia, str. Mihai Viteazul nr. 21 Material: Argint.                                                                    | Argint. Piesă de formă ovală, prelucrată prin răsucirea a două fire și apoi sudarea capetelor în așa fel ca acestea nu se mai pot vedea. | Arhiepiscopia Romano-Catolică, Alba Iulia    | Cimec    |
|      | Sfeșnic                               | Datare: sec. XIV p. Chr. Descoperit: jud. Alba, Alba Iulia, str. Mihai Viteazul nr. 21 Material: Lut, lucrată la roată.                                                         | Pastă medie. Ardere oxidantă incompletă, cărămiziu gălbui. Fragmente dintr-un vas mic cu toartă, asemănător unui urcior în miniatură. Fundul profilat, peretele vasului retras în trepte. Decor: benzi de linii orizontale incizate. | Arhiepiscopia Romano-Catolică, Alba Iulia    | Cimec    |
|      | Sfeșnic                               | Datare: sec. XIV p. Chr. Descoperit: jud. Alba, Alba Iulia, str. Mihai Viteazul nr. 21 Material: Lut, lucrată la roată.                                                         | Pastă medie. Ardere oxidantă incompletă, cărămiziu gălbui. Vas mic cu corp tronconic, gura strâmtă, toartă, asemănător unui urcior mic. | Arhiepiscopia Romano-Catolică, Alba Iulia    | Cimec    |
|      | Fusaiolă                              | Datare: sec. X-XII p. Chr. Descoperit: jud. Alba, Alba Iulia, str. Mihai Viteazul nr. 21 Material: Lut.                                                                         | Pastă de calitate bună, arsă reducător la negru. Piesă de formă bitronconică. | Arhiepiscopia Romano-Catolică, Alba Iulia    | Cimec    |
|      | Fusaiolă                              | Datare: sec. XIII-XIV p. Chr. Descoperit: jud. Alba, Alba Iulia, str. Mihai Viteazul nr. 21 Material: Lut.                                                                      | Ceramică. Piesă de formă bitronconică. | Arhiepiscopia Romano-Catolică, Alba Iulia    | Cimec    |
|      | Fusaiolă                              | Datare: sec. XIV-XV p. Chr. Descoperit: jud. Alba, Alba Iulia, str. Mihai Viteazul nr. 21 Material: Lut.                                                                        | Ceramică cu orificiu. | Arhiepiscopia Romano-Catolică, Alba Iulia    | Cimec    |
|      | Fusaiolă                              | Datare: sec. XIV-XV p. Chr. Descoperit: jud. Alba, Alba Iulia, str. Mihai Viteazul nr. 21 Material: Lut.                                                                        | Ceramică cu orificiu. | Arhiepiscopia Romano-Catolică, Alba Iulia    | Cimec    |
|      | Oală-borcan                           | Datare: sec. XVI p. Chr. Descoperit: jud. Alba, Alba Iulia, str. Mihai Viteazul nr. 21 Material: Lut, lucrată la roată rapidă.                                                  | Pastă de culoare roșu deschis, degresată cu nisip fin. Ardere oxidantă incompletă. Buză evazată, răsfrântă și alveolată. În interior un șanț superficial pentru capac, care corespunde în exterior – la mijloc – cu o nervură. Gât scurt, corp bombat, diametrul maxim se află în treimea superioară. Pe exterior decolorări roșu-închis de la ardere secundară. Decor: două linii incizate orizontale pe umăr. | Arhiepiscopia Romano-Catolică, Alba Iulia    | Cimec    |
|      | Oală cu toartă                        | Datare: sec. XVI p. Chr. Descoperit: jud. Alba, Alba Iulia, str. Mihai Viteazul nr. 21 Material: Lut, lucrată la roată rapidă.                                                  | Pastă de culoare roșu-gălbuie, degresată cu nisip (boabe mari). Ardere oxidantă incompletă. Buză evazată, în interior un șanț superficial pentru capac, care corespunde în exterior cu o nervură. Marginea buzei este pronunțată cu o nervură. Gât scurt, corp bombat, fund plat. Toartă în bandă, scurtă, împărțită de un șanț în două registre. Pe exterior mai mult de jumătate din vas este acoperit de negru de fum. Decor: două linii incizate orizontale pe umăr. | Arhiepiscopia Romano-Catolică, Alba Iulia    | Cimec    |
|      | Oală cu toartă                        | Datare: sec. XVI p. Chr. Descoperit: jud. Alba, Alba Iulia, str. Mihai Viteazul nr. 21 Material: Lut, lucrată la roată rapidă.                                                  | Pastă de culoare roșu deschis, degresată cu nisip, ardere oxidantă incompletă. Buză evazată, răsfrântă și alveolată. În interior un șanț superficial pentru capac, care corespunde în exterior cu o nervură. Gât scurt, corp bombat, diametrul maxim se află în treimea superioară spre mijloc. Toartă în bandă, scurtă, împărțită de un șanț în două registre. Pe exterior pete de negru de fum și decolorări roșu-închis de la ardere secundară. Decor: trei linii incizate, orizontale, pe mijlocul gâtului. Registru format din caneluri în val combinate cu linii incizate orizontale, așezat pe diametrul maxim. | Arhiepiscopia Romano-Catolică, Alba Iulia    | Cimec    |
|      | Oală cu toartă                        | Datare: sec. XVI p. Chr. Descoperit: jud. Alba, Alba Iulia, str. Mihai Viteazul nr. 21 Material: Lut, lucrată la roată rapidă.                                                  | Pastă de culoare roșu cărămiziu, degresată cu nisip, ardere oxidantă incompletă. Buză evazată, pronunțată cu o nervură. Gât scurt, la mijloc o nervură. Corp bombat, diametrul maxim se află în treimea superioară spre mijloc, toartă în bandă, scurtă, împărțit de un șanț în două registre. Pe exterior pete de negru de fum. Decor: începutul umărului marcat cu o linie incizată, orizontală. | Arhiepiscopia Romano-Catolică, Alba Iulia    | Cimec    |
|      | Oală cu toartă                        | Datare: sec. XVI p. Chr. Descoperit: jud. Alba, Alba Iulia, str. Mihai Viteazul nr. 21 Material: Lut, lucrată la roată rapidă.                                                  | Pastă compactă cu nisip și pietricele, ardere oxidantă incompletă. Suprafață cleioasă și neregulată. În interior cenușiu/negru, în exterior roșu deschis spre galben/cenușiu. Buză evazată, în interior un șanț superficial pentru capac, care corespunde în exterior cu o nervură lată, rotunjită. Marginea buzei este pronunțată cu o nervură. Gât scurt. Corp bombat, diametrul maxim se află în treimea superioară spre mijloc. Fund plat. Toartă în bandă, scurtă. Pe exterior negru de fum. Decor: Umărul este decorat cu un registru de caneluri orizontale. | Arhiepiscopia Romano-Catolică, Alba Iulia    | Cimec    |
|      | Tigaie                                | Datare: sec. XVI p. Chr. Descoperit: jud. Alba, Alba Iulia, str. Mihai Viteazul nr. 21 Material: Lut, lucrată la roată rapidă.                                                  | Pastă de culoare roșu cărămiziu, degresată cu nisip, ardere oxidantă incompletă. Buză evazată puternic, ușor răsfrântă, rotunjită. Pereți ușor curbați, corp bombat spre fund, trei picioare, manevrată cu ajutorul unei torți. Toartă în bandă, de la buză până la fund, împărțită de un șanț în două registre. Pe fund negru de fum. Decor: suprafață interioară acoperită cu smalț verzui-galben, uniform, gros, fisurat, aplicat peste un strat de angobă albă. Gâtul și corpul decorate cu linii incizate, orizontale. | Arhiepiscopia Romano-Catolică, Alba Iulia    | Cimec    |
|      | Oală cu toartă                        | Datare: sec. XVI p. Chr. Descoperit: jud. Alba, Alba Iulia, str. Mihai Viteazul nr. 21 Material: Lut, lucrată la roată rapidă.                                                  | Pastă compactă, cu nisip și pietricele, de culoare roșu deschis, ardere oxidantă incompletă. Suprafață cleioasă, neregulată. Buză evazată puternic, partea superioară teșită. În interior un șanț superficial pentru capac, care corespunde în exterior – la mijloc – cu o nervură ascuțită. Gât scurt. Corp bombat, diametrul maxim fiind situat la treimea superioară al înălțimii. Toartă în bandă, scurtă, împărțită în două registre. Fund plat. Exterior puternic ars, decolorat în roșu închis, acoperit cu pete de negru de fum. | Arhiepiscopia Romano-Catolică, Alba Iulia    | Cimec    |
|      | Oală cu toartă                        | Datare: sec. XVI p. Chr. Descoperit: jud. Alba, Alba Iulia, str. Mihai Viteazul nr. 21 Material: Lut, lucrată la roată rapidă.                                                  | Pastă cu nisip, de culoare roșu cărămiziu, interior cenușiu, ardere oxidantă incompletă. Suprafață aspră. Buză evazată puternic, în interior un șanț superficial pentru capac, în exterior o nervură ascuțită. Gât scurt, la mijloc o nervură. Corp bombat, diametrul maxim situat la mijlocul înălțimii. Toartă în bandă, scurtă, împărțită de un șanț în două registre. Fund plat. Exteriorul puternic ars, decolorat în roșu închis și acoperit cu pete de negru de fum. Decor: umărul decorat cu un registru de caneluri superficiale, orizontale. | Arhiepiscopia Romano-Catolică, Alba Iulia    | Cimec    |
|      | Pușculiță în formă de ceapă           | Datare: sec. XVI p. Chr. Descoperit: jud. Alba, Alba Iulia, str. Mihai Viteazul nr. 21 Material: Lut, lucrată la roată rapidă.                                                  | Pastă de culoare roșu cărămiziu intens, cu nisip, suprafață aspră. Corp sferic turtit, fund plat, partea superioară se termină într-o proeminență. Pe umăr o nișă. | Arhiepiscopia Romano-Catolică, Alba Iulia    | Cimec    |
|      | Ulcică                                | Datare: sec. XVI-XVII p. Chr. Descoperit: jud. Alba, Alba Iulia, str. Mihai Viteazul nr. 21 Material: Lut, lucrată la roată rapidă.                                             | Pastă medie cu nisip și mică, ardere oxdidantă completă, cărămiziu maroniu. Oală cu gât scurt, marginea evazată, buza tăiată drept. Decor: în zona mediană linii orizontale superficial incizate. Interiorul acoperit cu smalț verde. Pete de smalț verde pe toartă. | Arhiepiscopia Romano-Catolică, Alba Iulia    | Cimec    |
|      | Oală                                  | Datare: sec. XVI-XVII p. Chr. Descoperit: jud. Alba, Alba Iulia, str. Mihai Viteazul nr. 21 Material: Lut, lucrată la roată rapidă.                                             | Pastă semifină, ardere oxidantă completă, cărămiziu roșcat. Oală cu pântec globular, diametrul maxim în zona mediană. Gâtul scurt dar puternic arcuit, margine evazată. Se observă urma unei torți. Decor: geometric pictat alb, încadrat de linii orizontale incizate superficial, grupate câte două. | Arhiepiscopia Romano-Catolică, Alba Iulia    | Cimec    |
|      | Oală cu toartă                        | Datare: sec. XVI-XVII p. Chr. Descoperit: jud. Alba, Alba Iulia, str. Mihai Viteazul nr. 21 Material: Lut, lucrată la roată rapidă.                                             | Pastă de calitate medie, ardere variabilă, cărămiziu gălbui. Gât scurt. Vasul ușor deformat înainte de ardere, deschiderea asimetrică. Marginea evazată, la interior o șănțuire pentru capac căreia îi corespunde la exterior o canelură subțire. Toartă de dimensiuni mici cu profil dreptunghiular. Decor: pe umăr câteva incizii superficiale accentuate cu vopsea albă. | Arhiepiscopia Romano-Catolică, Alba Iulia    | Cimec    |
|      | Oală cu toartă                        | Datare: sec. XVI-XVII p. Chr. Descoperit: jud. Alba, Alba Iulia, str. Mihai Viteazul nr. 21 Material: Lut, lucrată la roată rapidă.                                             | Pastă semifină, ardere oxidantă variabilă, cărămiziu închis. Vas cu pântecul bombat, diametrul maxim în zona mediană. Gâtul scurt, marginea evazată, buza rotunjită. O toartă lată leagă pântecul de buză. Descoperită întreagă. Decor: linii incizate superficial, orizontale și în val, accentuate cu vopsea albă. | Arhiepiscopia Romano-Catolică, Alba Iulia    | Cimec    |
|      | Oală cu toartă                        | Datare: sec. XVI-XVII p. Chr. Descoperit: jud. Alba, Alba Iulia, str. Mihai Viteazul nr. 21 Material: Lut, lucrată la roată rapidă.                                             | Pastă semi-fină, ardere oxidantă completă, cărămiziu cenușiu. Corp bombat cu diametrul maxim în partea superioară, gâtul scurt, marginea puternic trasă spre exterior, buza subțiată. Se păstrează urmele unei torți de mici dimensiuni. Fragmentar, reconstituit la restaurare. Decor: registru de incizii superficiale accentuate cu vopsea albă | Arhiepiscopia Romano-Catolică, Alba Iulia    | Cimec    |
|      | Oală                                  | Datare: sec. XVI-XVII p. Chr. Descoperit: jud. Alba, Alba Iulia, str. Mihai Viteazul nr. 21 Material: Lut, lucrată la roată rapidă.                                             | Pastă semifină, ardere superficială, cărămiziu închis. Vas în formă de pară cu umerii slab pronunțați, gâtul ușor arcuit și marginea evazată. Toartă păstrată parțial. Decor: în interior smalț verde închis, alternând cu dungi verticale de culoare mai deschisă. În exterior incizii fine, cele de pe umăr subliniate cu vopsea albă. | Arhiepiscopia Romano-Catolică, Alba Iulia    | Cimec    |
|      | Cratiță                               | Datare: sec. XVI-XVII p. Chr. Descoperit: jud. Alba, Alba Iulia, str. Mihai Viteazul nr. 21 Material: Lut, lucrată la roată rapidă.                                             | Pastă semifină, ardere superficială la cărămiziu deschis. Vas asemănător unui castron, corpul puternic bombat în jumătatea superioară, marginea evazată mult spre exterior. se păstrează urmele unei torți. În jumătatea inferioară urmele foarte puternice de arsură arată că vasul se afla în contact direct cu focul. Decor: în exterior incizii superficiale. În interior smalț verde închis alternând cu dungi verticale mai deschise. | Arhiepiscopia Romano-Catolică, Alba Iulia    | Cimec    |
|      | Cratiță                               | Datare: sec. XVI-XVII p. Chr. Descoperit: jud. Alba, Alba Iulia, str. Mihai Viteazul nr. 21 Material: Lut, lucrată la roată rapidă.                                             | Pastă medie, ardere completă, cărămiziu gălbui. Cratiță cu trei picioare înalte, corpul aproximativ cilindric, marginea evazată și lățită. Mâner de formă bitronconică, gol în interior. Urme superficiale de utilizare. Decor: în interior smalț maroniu strălucitor. În exterior decor geometric incizat și pictat cu vopsea albă. Pete de smalț galben. | Arhiepiscopia Romano-Catolică, Alba Iulia    | Cimec    |
|      | Tigaie                                | Datare: sec. XVI-XVII p. Chr. Descoperit: jud. Alba, Alba Iulia, str. Mihai Viteazul nr. 21 Material: Lut, lucrată la roată rapidă.                                             | Pastă medie, ardere oxidantă completă, roșu-cărămiziu. Tigaie cu trei picioare și mâner tubular. Păstrată fragmentar, reconstituită la restaurare. Decor: în interior smalț negru-maroniu. | Arhiepiscopia Romano-Catolică, Alba Iulia    | Cimec    |
|      | Cratiță                               | Datare: sec. XVI-XVII p. Chr. Descoperit: jud. Alba, Alba Iulia, str. Mihai Viteazul nr. 21 Material: Lut, lucrată la roată rapidă.                                             | Pastă medie, ardere completă, roșu cărămiziu. Vas asemănător unei oale, cu pântecul ușor bombat, gât scurt arcuit, marginea evazată cu buza rotunjită modelată ca o dantelă. Se sprijină pe 3 picioare scunde, realizate manual și aplicate după ridicarea vasului de pe roată, înainte de uscare. Manevrat cu ajutorul unei torți. Urme de ardere secundară în exterior. Păstrat parțial, reconstituit. Decor: în interior smalț verde. În exterior trei linii orizontale incizate superficial. | Arhiepiscopia Romano-Catolică, Alba Iulia    | Cimec    |
|      | Capac                                 | Datare: sec. XVI-XVII p. Chr. Descoperit: jud. Alba, Alba Iulia, str. Mihai Viteazul nr. 21 Material: Lut, lucrată la roată rapidă.                                             | Pastă semifină, ardere superficială, cărămiziu gălbui. Capac de formă conică, aplatizat, cu mâner scurt pentru manevrare. | Arhiepiscopia Romano-Catolică, Alba Iulia    | Cimec    |
|      | Cană                                  | Datare: sec. XVI-XVII p. Chr. Descoperit: jud. Alba, Alba Iulia, str. Mihai Viteazul nr. 21 Material: Lut, lucrată la roată rapidă.                                             | Pastă de calitate medie, ardere completă, cărămiziu gălbui. Vas cu corpul ovoidal, gâtul slab pronunțat, marginea subțiată și evazată. Toartă supraînălțată, aplicată. Descoperită întreagă. Decor: linii orizontale incizate superficial. | Arhiepiscopia Romano-Catolică, Alba Iulia    | Cimec    |
|      | Oală cu toartă                        | Datare: sec. XVIII p. Chr. Descoperit: jud. Alba, Alba Iulia, str. Mihai Viteazul nr. 21 Material: Lut, lucrată la roată rapidă.                                                | Pastă semi-fină arsă oxidant complet la cărămiziu închis. Corp ovoidal cu diametrul maxim în jumătatea inferioară, marginea evazată, buza rotunjită. La interior marginea formează un lăcaș pentru capac. Toarta lată, cu o canelură pe mijloc. Decor: în interior smalț verde maroniu aplicat în strat subțire direct pe ceramică, fără suport de angobă. În exterior câteva incizii superficiale. | Arhiepiscopia Romano-Catolică, Alba Iulia    | Cimec    |
|      | Castron                               | Datare: sec. XVIII p. Chr. Descoperit: jud. Alba, Alba Iulia, str. Mihai Viteazul nr. 21 Material: Lut, lucrată la roată rapidă.                                                | Pastă fină, ardere oxidantă completă, cărămiziu cenușiu. Castron decorativ, formă aproximativ conică, interiorul segmentat printr-un umăr. Marginea trasă vertical este articulată prin două caneluri. La exterior două tortițe cu ajutorul cărora vasul era fixat. Păstrat parțial, reîntregit la restaurare. Decor: în interior smalț alb-gălbui peste care s-a intervenit cu un decor floral pictat cu verde-cenușiu și albastru închis. | Arhiepiscopia Romano-Catolică, Alba Iulia    | Cimec    |
|      | Pahar                                 | Datare: sec. XVIII p. Chr. Descoperit: jud. Alba, Alba Iulia, str. Mihai Viteazul nr. 21 Material: Lut, lucrată la roată rapidă.                                                | Pastă semifină, ardere oxidantă completă, cărămiziu-roșcat. Decor: în interior și exterior același tip de smalț, alb, așezat în strat subțire direct pe ceramică. Corp ovoidal cu diametrul maxim în zona mediană, gât scurt, marginea evazată și subțiată. | Arhiepiscopia Romano-Catolică, Alba Iulia    | Cimec    |
|      | Cratiță                               | Datare: sec. XVIII p. Chr. Descoperit: jud. Alba, Alba Iulia, str. Mihai Viteazul nr. 21 Material: Lut, lucrată la roată rapidă.                                                | Pastă fină, ardere oxidantă completă, cărămiziu roșcat. Vas de formă cilindrică cu pereții ușor evazați, cu două torți pentru manevrare. Decor: smalț alb gălbui de calitate relativ bună atât în interior, cât și în exterior. | Arhiepiscopia Romano-Catolică, Alba Iulia    | Cimec    |
|      | Tigaie                                | Datare: sec. XVIII p. Chr. Descoperit: jud. Alba, Alba Iulia, str. Mihai Viteazul nr. 21 Material: Lut, lucrată la roată rapidă.                                                | Pastă de calitate medie, cu nisip și mică, ardere oxidantă completă, cărămiziu roșcat. Tigaie cu trei picioare și mâner tubular cu ajutorul căruia era manevrată. Se folosea direct pe foc: fundul și picioare păstrează urme de funingine. Reîntregită la restaurare. Decor: în interior smalț maroniu, în exterior incizii superficiale. | Arhiepiscopia Romano-Catolică, Alba Iulia    | Cimec    |
|      | Tigaie                                | Datare: sec. XVIII p. Chr. Descoperit: jud. Alba, Alba Iulia, str. Mihai Viteazul nr. 21 Material: Lut, lucrată la roată rapidă.                                                | Pastă semifină, ardere oxidantă completă, cărămiziu închis. Vas de formă cilindrică cu trei picioare și mâner tubular. Păstrat parțial, întregit la restaurare. Decor: în interior smalț verde închis, lucios, bine conservat. | Arhiepiscopia Romano-Catolică, Alba Iulia    | Cimec    |
|      | Capac                                 | Datare: sec. XVIII p. Chr. Descoperit: jud. Alba, Alba Iulia, str. Mihai Viteazul nr. 21 Material: Lut, lucrată la roată rapidă.                                                | Pastă de calitate medie, ardere completă, cărămiziu roșcat. Capac de formă conică cu mâner profilat. Decor: la exterior decor geometric pictat cu alb; parțial decor cu smalț verde deschis. | Arhiepiscopia Romano-Catolică, Alba Iulia    | Cimec    |
|      | Capac                                 | Datare: sec. XVIII p. Chr. Descoperit: jud. Alba, Alba Iulia, str. Mihai Viteazul nr. 21 Material: Lut, lucrată la roată rapidă.                                                | Pastă de calitate medie, ardere completă, cărămiziu gălbui. Capac de formă conică cu mâner scurt, asemănător unui buton. Pe marginea buzei urme de funingine. Decor: la exterior decor geometric pictat cu alb; parțial decor cu smalț verde deschis. | Arhiepiscopia Romano-Catolică, Alba Iulia    | Cimec    |
|      | Capac                                 | Datare: sec. XVIII p. Chr. Descoperit: jud. Alba, Alba Iulia, str. Mihai Viteazul nr. 21 Material: Lut, lucrată la roată rapidă.                                                | Pastă semifină, ardere oxidantă completă, cărămiziu roșcat. Capac cu mâner scurt. Urme de arde secundară. Decor: geometric pictat cu alb, pete de smalț verde. | Arhiepiscopia Romano-Catolică, Alba Iulia    | Cimec    |
|      | Capac                                 | Datare: sec. XVIII p. Chr. Descoperit: jud. Alba, Alba Iulia, str. Mihai Viteazul nr. 21 Material: Lut, lucrată la roată rapidă.                                                | Pastă semifină, ardere oxidantă completă, cărămiziu roșcat. Capac de formă conică cu mâner scurt, asemănător unui buton. Decor: geometric pictat alb; parțial smalț verde deschis. | Arhiepiscopia Romano-Catolică, Alba Iulia    | Cimec    |
|      | Capac                                 | Datare: sec. XVIII p. Chr. Descoperit: jud. Alba, Alba Iulia, str. Mihai Viteazul nr. 21 Material: Lut, lucrată la roată rapidă.                                                | Pastă semifină, ardere oxidantă completă, cărămiziu gălbui. Capac de formă tronconică manevrat cu ajutorul unei torți. Urme puternice de ardere secundară în partea inferioară. Decor: decor geometric pictat cu roșu și alb. | Arhiepiscopia Romano-Catolică, Alba Iulia    | Cimec    |
|      | Capac                                 | Datare: sec. XVIII p. Chr. Descoperit: jud. Alba, Alba Iulia, str. Mihai Viteazul nr. 21 Material: Lut, lucrată la roată rapidă.                                                | Pastă semifină, ardere oxidantă completă, cărămiziu roșcat. Capac de formă conică cu mâner scurt, asemănător unui buton. Decor: decor geometric pictat cu alb, peste care s-au aplicat pete de smalț verde. | Arhiepiscopia Romano-Catolică, Alba Iulia    | Cimec    |
|      | Ulcior                                | Datare: sec. XVIII p. Chr. Descoperit: jud. Alba, Alba Iulia, str. Mihai Viteazul nr. 21 Material: Lut, lucrată la roată rapidă.                                                | Pastă semifină, ardere oxidantă completă, cărămiziu roșcat. Corp piriform, gât înalt segmentat printr-un brâu ascuțit, gura evazată. Manevrat cu ajutorul unei torți cu secțiune trapezoidală. Decor: pe corp se observă mai multe fascicule de linii orizontale incizate superficiale. Toarta decorată cu alveole realizate prin presare manuală. Vasul este smălțuit în exterior până aproape de fund cu smalț maro peste care s-a aplicat un decor cu smalț galben. | Arhiepiscopia Romano-Catolică, Alba Iulia    | Cimec    |
|      | Creuzet                               | Datare: sec. XVI-XVIII p. Chr. Descoperit: jud. Alba, Alba Iulia, str. Mihai Viteazul nr. 21 Material: Lut, lucrată la roată rapidă.                                            | Pastă fină. Ardere oxidantă, cărămiziu. Vas mic de formă rotundă cu pereții groși, smălțuit în interior. | Arhiepiscopia Romano-Catolică, Alba Iulia    | Cimec    |
|      | Creuzet                               | Datare: sec. XVI-XVIII p. Chr. Descoperit: jud. Alba, Alba Iulia, str. Mihai Viteazul nr. 21 Material: Lut, lucrată la roată rapidă.                                            | Pastă fină. Ardere oxidantă, cărămiziu. Vas mic de formă rotundă cu pereții groși, smălțuit în interior. | Arhiepiscopia Romano-Catolică, Alba Iulia    | Cimec    |
|      | Creuzet                               | Datare: sec. XVI-XVIII p. Chr. Descoperit: jud. Alba, Alba Iulia, str. Mihai Viteazul nr. 21 Material: Lut, lucrată la roată rapidă.                                            | Pastă fină. Ardere oxidantă, alb gălbui. Vas mic de formă rotundă cu pereții groși, smălțuit în interior. | Arhiepiscopia Romano-Catolică, Alba Iulia    | Cimec    |
|      | Creuzet                               | Datare: sec. XVI-XVIII p. Chr. Descoperit: jud. Alba, Alba Iulia, str. Mihai Viteazul nr. 21 Material: Lut, lucrată la roată rapidă.                                            | Pastă fină. Ardere oxidantă, roșu cărămiziu închis. Vas mic de formă rotundă cu pereții groși, smălțuit în interior. | Arhiepiscopia Romano-Catolică, Alba Iulia    | Cimec    |
|      | Creuzet                               | Datare: sec. XVI-XVIII p. Chr. Descoperit: jud. Alba, Alba Iulia, str. Mihai Viteazul nr. 21 Material: Lut, lucrată la roată rapidă.                                            | Pastă fină. Ardere oxidantă, brun roșiatic. Vas mic de formă rotundă cu pereții groși, nesmălțuit. | Arhiepiscopia Romano-Catolică, Alba Iulia    | Cimec    |
|      | Creuzet                               | Datare: sec. XVI-XVIII p. Chr. Descoperit: jud. Alba, Alba Iulia, str. Mihai Viteazul nr. 21 Material: Lut, lucrată la roată rapidă.                                            | Pastă fină. Ardere oxidantă, roșu cărămiziu. Vas mic de formă rotundă cu pereții groși, nesmălțuit. | Arhiepiscopia Romano-Catolică, Alba Iulia    | Cimec    |
|      | Creuzet                               | Datare: sec. XVI-XVIII p. Chr. Descoperit: jud. Alba, Alba Iulia, str. Mihai Viteazul nr. 21 Material: Lut, lucrată la roată rapidă.                                            | Pastă fină. Ardere oxidantă, roșu cărămiziu. Vas mic de formă rotundă cu pereții groși, cu ardere secundară și buză teșită rotunjită. | Arhiepiscopia Romano-Catolică, Alba Iulia    | Cimec    |
|      | Creuzet                               | Datare: sec. XVI-XVIII p. Chr. Descoperit: jud. Alba, Alba Iulia, str. Mihai Viteazul nr. 21 Material: Lut, lucrată la roată rapidă.                                            | Pastă fină. Ardere oxidantă, roșu cărămiziu. Vas mic de formă rotundă cu pereții groși. | Arhiepiscopia Romano-Catolică, Alba Iulia    | Cimec    |
|      | Creuzet                               | Datare: sec. XVI-XVIII p. Chr. Descoperit: jud. Alba, Alba Iulia, str. Mihai Viteazul nr. 21 Material: Lut, lucrată la roată rapidă.                                            | Pastă fină. Ardere oxidantă, roșu cărămiziu. Vas mic de formă rotundă cu pereții groși. | Arhiepiscopia Romano-Catolică, Alba Iulia    | Cimec    |
|      | Creuzet                               | Datare: Sec. XVII p. Chr. Descoperit: jud. Alba, Alba Iulia, str. Mihai Viteazul nr. 21 Dimensiuni: deschiderea triunghiulară cu latura 8,2x8,1x8 cm Material: Pastă grafitată. | Creuzet cu deschiderea triunghiulară. Pastă grafitată, ardere reducătoare completă. | Arhiepiscopia Romano-Catolică, Alba Iulia    | Cimec    |
|      | Cahlă de coronament                   | Datare: sec. XVII-XVIII p. Chr. Descoperit: jud. Alba, Alba Iulia, str. Mihai Viteazul nr. 21 Dimensiuni: talpa 2x1 cm Material: Lut, lucrată în tipar.                         | Cahlă placă decupată pe contur, partea inferioară de formă dreptunghiulară, iar partea superioară în formă de inimă. Pe spate era prevăzută cu o talpă îngustă cu ajutorul căreia era fixată în sobă. Pastă fină, cărămiziu gălbui. Lutul presat în tipar cu o spatulă din lemn. Smalț verde parțial păstrat. Reconstituită la restaurare. Decor: vegetal compus din lalele și flori de crin. | Arhiepiscopia Romano-Catolică, Alba Iulia    | Cimec    |
|      | Cahlă de colț                         | Datare: sec. XVII-XVIII p. Chr. Descoperit: jud. Alba, Alba Iulia, str. Mihai Viteazul nr. 21 Dimensiuni: Picior 7,3x1 cm Material: Lut, lucrată în tipar.                      | Cahlă formată din două plăci îmbinate în unghi de 90°, prevăzută pe spate cu un picior perimetral pentru fixare. Pastă fină, AOC, cărămiziu roșcat. Smalț verde de calitate proastă, parțial exfoliat. Decor: vegetal, simetric dispus pe cele două plăci. Muchia de contact este modelată în formă de balustru. | Arhiepiscopia Romano-Catolică, Alba Iulia    | Cimec    |
|      | Țintă de scut                         | Datare: sec. II-III p. Chr. Descoperit: jud. Alba, Alba Iulia, str. Mihai Viteazul nr. 21 Material: Bronz.                                                                      | Bronz; capul este tronconic. | Arhiepiscopia Romano-Catolică, Alba Iulia    | Cimec    |
|      | Țintă de scut                         | Datare: sec. II-III p. Chr. Descoperit: jud. Alba, Alba Iulia, str. Mihai Viteazul nr. 21 Material: Bronz.                                                                      | Bronz; capul este rotund având marginile zimțate, piciorul se termină cu un orificiu pentru prinderea de scut. | Arhiepiscopia Romano-Catolică, Alba Iulia    | Cimec    |
|      | Vârf                                  | Datare: epoca romană? Descoperit: jud. Alba, Alba Iulia, str. Mihai Viteazul nr. 21 Material: Bronz.                                                                            | Bronz, este de formă conică cu decor la partea largă și cu un orificiu pentru blocarea cozii. La capătul subțire este rotunjit. | Arhiepiscopia Romano-Catolică, Alba Iulia    | Cimec    |
|      | Aplică                                | Datare: sec. II-III p. Chr Descoperit: jud. Alba, Alba Iulia, str. Mihai Viteazul nr. 21 Material: Bronz.                                                                       | Bronz, piesa are formă dreptunghiulară, fiind traforată cu motive în formă de pelta și două margini zimțate. | Arhiepiscopia Romano-Catolică, Alba Iulia    | Cimec    |
|      | Spatulă-sondă                         | Datare: epoca romană Descoperit: jud. Alba, Alba Iulia, str. Mihai Viteazul nr. 21 Material: Bronz.                                                                             | Bronz; capătul lamei rupt, mânerul rupt. | Arhiepiscopia Romano-Catolică, Alba Iulia    | Cimec    |
|      | Sondă de ureche                       | Datare: epoca romană Descoperit: jud. Alba, Alba Iulia, str. Mihai Viteazul nr. 21 Material: Bronz.                                                                             | Bronz; spatula are un capăt în formă de lingură, coada este formată dintr-o bandă de metal poziționată vertical cu partea mediană torsadată; capătul de prindere aplatizat, terminat în formă de romb. | Arhiepiscopia Romano-Catolică, Alba Iulia    | Cimec    |
|      | Pensetă                               | Datare: epoca romană Descoperit: jud. Alba, Alba Iulia, str. Mihai Viteazul nr. 21 Material: Bronz.                                                                             | Bronz, mânerul scurt, brațele se rotunjesc spre capete. | Arhiepiscopia Romano-Catolică, Alba Iulia    | Cimec    |
|      | Pensetă                               | Datare: epoca romană Descoperit: jud. Alba, Alba Iulia, str. Mihai Viteazul nr. 21 Material: Bronz.                                                                             | Bronz. | Arhiepiscopia Romano-Catolică, Alba Iulia    | Cimec    |
|      | Fibulă de tip Aucissa                 | Datare: a doua jumătate a sec. II-primele două decenii a sec. III p. Chr. Descoperit: jud. Alba, Alba Iulia, str. Mihai Viteazul nr. 21 Material: Bronz.                        | Bronz; capul fibulei este dreptunghiular, corpul puternic curbat având la bază trei nervuri. Piciorul se termină într-un buton. Sistemul de închidere prin balama. | Arhiepiscopia Romano-Catolică, Alba Iulia    | Cimec    |
|      | Fibulă cu piciorul întors pe dedesubt | Datare: prima jumătate a sec. III p. Chr. Descoperit: jud. Alba, Alba Iulia, str. Mihai Viteazul nr. 21 Material: Bronz.                                                        | Bronz, sistemul de închidere prin resort, format din 16 spire, corpul îndoit semicircular, piciorul întors pe dedesubt. | Arhiepiscopia Romano-Catolică, Alba Iulia    | Cimec    |
|      | Aplică                                | Datare: epoca romană Descoperit: jud. Alba, Alba Iulia, str. Mihai Viteazul nr. 21 Material: Aliaj de argint.                                                                   | Aliaj de argint. | Arhiepiscopia Romano-Catolică, Alba Iulia    | Cimec    |
|      | Nasture ornamental                    | Datare: epoca romană Descoperit: jud. Alba, Alba Iulia, str. Mihai Viteazul nr. 21 Material: Bronz.                                                                             | Bronz, are formă de pălărie cu partea centrală bombată; este plin pe dinăuntru. | Arhiepiscopia Romano-Catolică, Alba Iulia    | Cimec    |
|      | Pandantiv                             | Datare: sec. V-VI p. Chr. Descoperit: jud. Alba, Alba Iulia, str. Mihai Viteazul nr. 21 Material: Bronz.                                                                        | Bronz, turnat. Pandantiv rotund cu o ureche de prindere; piesa are nervuri radiale și chenarul profilat, iar în mijloc un orificiu, probabil pentru a fi fixată o piatră semiprețioasă sau prețioasă. | Arhiepiscopia Romano-Catolică, Alba Iulia    | Cimec    |
|      | Cataramă                              | Datare: sec. V-VI p. Chr. Descoperit: jud. Alba, Alba Iulia, str. Mihai Viteazul nr. 21 Material: Bronz.                                                                        | Bronz. Cataramă ovală, fără placă, are spinul încovoiat, înțepenit în afara verigii. | Arhiepiscopia Romano-Catolică, Alba Iulia    | Cimec    |
|      | Placă                                 | Datare: sec. V-VI p. Chr. Descoperit: jud. Alba, Alba Iulia, str. Mihai Viteazul nr. 21 Material: Bronz.                                                                        | Bronz, turnată. Placa are forma unui scut, una dintre laturi este rotunjită și are marginea arcuită, iar în interior au fost ajurate motive în formă de semilună. La capătul rupt s-a mai păstrat unul dintre orificiile care serveau la fixarea plăcii de cureaua centurii. | Arhiepiscopia Romano-Catolică, Alba Iulia    | Cimec    |
|      | Cercel lunular                        | Datare: sec. IX-X p. Chr. Descoperit: jud. Alba, Alba Iulia, str. Mihai Viteazul nr. 21 Dimensiuni: verigă 0,1 cm Material: Bronz.                                              | Bronz. Piesa este decorată în tehnica filigranului, chenarul său fiind compus din trei șiruri de fire împletite prinse de o plăcuță lunulară, firele fiind apoi înfășurate în jurul capetelor și a protuberanței din mijlocul lunulei; un fir împletit care înconjura unul dintre capete este rupt. | Arhiepiscopia Romano-Catolică, Alba Iulia    | Cimec    |
|      | Pandantiv                             | Datare: sec. IX-X p. Chr. Descoperit: jud. Alba, Alba Iulia, str. Mihai Viteazul nr. 21 Dimensiuni: 5x2.8 cm Material: Bronz.                                                   | Bronz. Piesă romboidală prinsă cu un lănțișor. Piesa romboidală este formată din două foițe de tablă legate cu un nit la unul dintre capete, iar la celălalt fixate prin veriga lanțului. Sunt decorate perimetral cu mici proeminențe circulare. Una dintre foițe, probabil cea vizibilă, are partea din mijloc decupată în formă circulară. Lanțul este format din patru verigi în formă de 8, cu capetele apropiate. Este fixat de piesa romboidală printr-o verigă asemănătoare, iar la capătul opus are un element de siguranță, o buclă cu brațele alungite. | Arhiepiscopia Romano-Catolică, Alba Iulia    | Cimec    |
|      | Inel                                  | Datare: sfârșitul sec. XI-începutul sec. XIII p. Chr Descoperit: jud. Alba, Alba Iulia, str. Mihai Viteazul nr. 21 Material: Argint.                                            | Argint. Verigă din sârmă de argint, circulară. Pare să provină dintr-un cercel de tâmplă cu capăt în S, a cărui extremitate a fost ruptă. Piesa descoperită pe o falangă la M.123. | Arhiepiscopia Romano-Catolică, Alba Iulia    | Cimec    |
|      | Cuțit - mâner                         | Datare: sec. XV-XVI p. Chr. Descoperit: jud. Alba, Alba Iulia, str. Mihai Viteazul nr. 21 Material: Bronz.                                                                      | Bronz. Piesa este subțiată la unul din capete, iar la celălalt este evazată cu patru franjuri, exteriorul este gravat cu motive vegetale stilizate. | Arhiepiscopia Romano-Catolică, Alba Iulia    | Cimec    |
|      | Amnar                                 | Datare: sec. X-XII p. Chr. Descoperit: jud. Alba, Alba Iulia, str. Mihai Viteazul nr. 21 Material: Fier.                                                                        | Fier, lucrat prin forjare; pe brațul mai gros este vizibilă o îmbinare (coadă de rândunică) la cald executată defectuos. Brațele au dimensiuni inegale: 9 cm/gr. 0,7 cm, respectiv 6,5 cm/gr. 0,5 cm. | Arhiepiscopia Romano-Catolică, Alba Iulia    | Cimec    |
|      | Unealtă de scobit                     | Datare: sec. XI-XIII p. Chr. Descoperit: jud. Alba, Alba Iulia, str. Mihai Viteazul nr. 21 Dimensiuni: L. tijă. 7,5 cm Material: Fier.                                          | Fier. Piesa are o tijă de înmănușare de secțiune pătrată, după care urmează o lamă curbă ascuțită pe ambele părți. | Arhiepiscopia Romano-Catolică, Alba Iulia    | Cimec    |
|      | Sfredel                               | Datare: sec. XIV-XVI p. Chr. Descoperit: jud. Alba, Alba Iulia, str. Mihai Viteazul nr. 21 Material: Fier.                                                                      | Fier, este realizat în formă de T cu partea activă torsadată la cald. Unul din brațe este rupt, iar cel care se păstrează este îndoit pentru a forma un mâner. | Arhiepiscopia Romano-Catolică, Alba Iulia    | Cimec    |
|      | Sfredel                               | Datare: sec. XIV-XVI p. Chr. Descoperit: jud. Alba, Alba Iulia, str. Mihai Viteazul nr. 21 Dimensiuni: L. capăt 8 cm Material: Fier.                                            | Fier, formă de T, partea de sus aplatizată, tija pătrată. | Arhiepiscopia Romano-Catolică, Alba Iulia    | Cimec    |
|      | Sfredel                               | Datare: sec. XV-XVIII p. Chr. Descoperit: jud. Alba, Alba Iulia, str. Mihai Viteazul nr. 21 Dimensiuni: Brațul păstrat 8 cm Material: Fier.                                     | Fier, cu unul dintre brațe rupt. Brațul păstrat 8 cm. | Arhiepiscopia Romano-Catolică, Alba Iulia    | Cimec    |
|      | Lacăt                                 | Datare: sec. XIV-XV p. Chr. Descoperit: jud. Alba, Alba Iulia, str. Mihai Viteazul nr. 21 Material: Fier, cupru.                                                                | Lacăt medieval din fier și cupru. | Arhiepiscopia Romano-Catolică, Alba Iulia    | Cimec    |
|      | Lacăt                                 | Datare: sec. XIV-XV p. Chr. Descoperit: jud. Alba, Alba Iulia, str. Mihai Viteazul nr. 21 Material: Fier.                                                                       | Fier. | Arhiepiscopia Romano-Catolică, Alba Iulia    | Cimec    |
|      | Copcă                                 | Datare: sec.XV-XVII p. Chr. Descoperit: jud. Alba, Alba Iulia, str. Mihai Viteazul nr. 21 Material: Argint.                                                                     | Argint. Sârmă groasă de 0,16 cm, aplatizată puternic în zona urechiușelor de prindere; partea babă. | Arhiepiscopia Romano-Catolică, Alba Iulia    | Cimec    |
|      | Nasture                               | Datare: sec.XVII-XVIII p. Chr. Descoperit: jud. Alba, Alba Iulia, str. Mihai Viteazul nr. 21 Material: Metal galben.                                                            | Metal galben, cu decor gravat - floral. | Arhiepiscopia Romano-Catolică, Alba Iulia    | Cimec    |
|      | Aplică                                | Datare: sec.XVI p. Chr. Descoperit: jud. Alba, Alba Iulia, str. Mihai Viteazul nr. 21 Material: Bronz.                                                                          | Bronz, turnată, cu un orificiu de prindere la mijloc. Modelată în formă de floare. | Arhiepiscopia Romano-Catolică, Alba Iulia    | Cimec    |
|      | Ferecătură de carte                   | Datare: sec.XVI p. Chr. Descoperit: jud. Alba, Alba Iulia, str. Mihai Viteazul nr. 21 Material: Aliaj de argint.                                                                | Aliaj de argint. Tablă decupată, la mijloc cu un blat prins cu nituri care ținea o bucată de piele. | Arhiepiscopia Romano-Catolică, Alba Iulia    | Cimec    |
|      | Pinten                                | Datare: sec.XV-XVII p. Chr. Descoperit: jud. Alba, Alba Iulia, str. Mihai Viteazul nr. 21 Material: Fier.                                                                       | Fier. Profilele de prindere sunt semicirculare; umăr înalt de sprijin, o tijă lungă terminată cu rotiță. | Arhiepiscopia Romano-Catolică, Alba Iulia    | Cimec    |
|      | Cataramă                              | Datare: sec.XVI-XVII p. Chr. Descoperit: jud. Alba, Alba Iulia, str. Mihai Viteazul nr. 21 Material: Fier.                                                                      | Fier. Tija de prindere la curea dreaptă, iar cadrul semicircular. | Arhiepiscopia Romano-Catolică, Alba Iulia    | Cimec    |
|      | Potcoavă                              | Datare: sec.XV-XVII p. Chr. Descoperit: jud. Alba, Alba Iulia, str. Mihai Viteazul nr. 21 Material: Fier.                                                                       | Fier, cu orificii pentru nituri. | Arhiepiscopia Romano-Catolică, Alba Iulia    | Cimec    |
|      | Zăbală                                | Datare: sec.XVII-XVIII p. Chr. Descoperit: jud. Alba, Alba Iulia, str. Mihai Viteazul nr. 21 Material: Fier.                                                                    | Din fier, are două orificii dreptunghiulare pentru curele și două mai mari rotunde pentru lanț. | Arhiepiscopia Romano-Catolică, Alba Iulia    | Cimec    |
|      | Briceag                               | Datare: epoca modernă Descoperit: jud. Alba, Alba Iulia, str. Mihai Viteazul nr. 21 Material: Fier și corn.                                                                     | Prăseaua din corn (sau fildeș) în formă de felină, aspect lustruit și lama din fier păstrată în interior. | Arhiepiscopia Romano-Catolică, Alba Iulia    | Cimec    |
|      | Sfeșnic sau mucarniță                 | Datare: sec. XVI p. Chr. Descoperit: jud. Alba, Alba Iulia, str. Mihai Viteazul nr. 21 Dimensiuni: d. tub 2,7 cm Material: Fier.                                                | Fier; formă cilindrică, gol pe dinăuntru, are o coadă de prindere de secțiune dreptunghiulară ruptă din vechime. | Arhiepiscopia Romano-Catolică, Alba Iulia    | Cimec    |
|      | Scoabă pentru pietrărie               | Datare: sec. XVI p. Chr. Descoperit: jud. Alba, Alba Iulia, str. Mihai Viteazul nr. 21 Material: Fier.                                                                          | Fier; prelucrat dintr-un profil dreptunghiular. | Arhiepiscopia Romano-Catolică, Alba Iulia    | Cimec    |
|      | Ciocan                                | Datare: sec. XVI p. Chr. Descoperit: jud. Alba, Alba Iulia, str. Mihai Viteazul nr. 21 Material: Fier.                                                                          | Fier. Partea pentru bătut are secțiune pătrată (2,8x2,8 cm), iar partea pentru cioplit este mult lățită (7,1 cm). | Arhiepiscopia Romano-Catolică, Alba Iulia    | Cimec    |
|      | Piesă de feronerie                    | Datare: sec. XV-XVII p. Chr. Descoperit: jud. Alba, Alba Iulia, str. Mihai Viteazul nr. 21 Material: Fier.                                                                      | Fier, piesa este în forma cifrei 4, cu unul din brațe mult alungit și îndoit în formă de spirală. | Arhiepiscopia Romano-Catolică, Alba Iulia    | Cimec    |
|      | Lanț de închizătoare                  | Datare: sec. XV-XVII p. Chr. Descoperit: jud. Alba, Alba Iulia, str. Mihai Viteazul nr. 21 Material: Fier.                                                                      | Fier, se păstrează o bucată formată din 11 zale parțial torsadate, la care în capăt este atașată o mică bară care servea la închiderea unei bucle prin montarea într-o verigă suplimentară mai mare, care este atașată pe lanț. | Arhiepiscopia Romano-Catolică, Alba Iulia    | Cimec    |
|      | Flacon                                | Datare: sec. XV-XVI p. Chr. Descoperit: jud. Alba, Alba Iulia, str. Mihai Viteazul nr. 21 Material: Sticlă.                                                                     | Sticlă alb verzuie cu exfoliații albe. Corp cilindric, gât scurt, marginea evazată, deschiderea asimetrică. Fundul concav, formează un con în interiorul vasului. | Arhiepiscopia Romano-Catolică, Alba Iulia    | Cimec    |
|      | Flacon de parfum                      | Datare: sec. XV-XVI p. Chr. Descoperit: jud. Alba, str. Mihai Viteazul nr. 21 Material: Sticlă.                                                                                 | Sticlă albă transparentă cu irizații. Corp paralelipipedic, exteriorul șlefuit octogonal. Decor: două steluțe dispuse median. | Arhiepiscopia Romano-Catolică, Alba Iulia    | Cimec    |
|      | Flacon                                | Datare: sec. XVII-XVIII p. Chr. Descoperit: jud. Alba, Alba Iulia, str. Mihai Viteazul nr. 21 Material: Sticlă.                                                                 | Sticlă. transparentă albă cu exfoliații. Corp cilindric, gât înalt, marginea lățită formează un guler în jurul deschiderii. | Arhiepiscopia Romano-Catolică, Alba Iulia    | Cimec    |
|      | Mărgea                                | Datare: sec. X-XII p. Chr. Descoperit: jud. Alba, Alba Iulia, str. Mihai Viteazul nr. 21 Material: Sticlă.                                                                      | Pastă de sticlă de culoare maronie, proeminențe (ochișori) marcate cu galben. | Arhiepiscopia Romano-Catolică, Alba Iulia    | Cimec    |
|      | Mărgea                                | Datare: sec. X-XII p. Chr. Descoperit: jud. Alba, Alba Iulia, str. Mihai Viteazul nr. 21 Material: Sticlă.                                                                      | Sticlă. Pastă de sticlă verzuie, piesa a fost realizată sub forma unui tub segmentat. | Arhiepiscopia Romano-Catolică, Alba Iulia    | Cimec    |
|      | Pandantiv                             | Datare: epoca medievală Descoperit: jud. Alba, Alba Iulia, str. Mihai Viteazul nr. 21 Material: Sticlă.                                                                         | Sticlă. Turnat, gol pe dinăuntru, de culoare maro cu ape de culoare albă. | Arhiepiscopia Romano-Catolică, Alba Iulia    | Cimec    |
|      | Podoabă                               | Datare: epoca medievală Descoperit: jud. Alba, Alba Iulia, str. Mihai Viteazul nr. 21 Material: Sticlă.                                                                         | Sticlă; formă neregulată, făcută dintr-o fâșie îngustă de sticlă înfășurată. | Arhiepiscopia Romano-Catolică, Alba Iulia    | Cimec    |
|      | Pieptene bilateral                    | Datare: sec. V-VI. Descoperit: jud. Alba, Alba Iulia, str. Mihai Viteazul nr. 21 Material: Os.                                                                                  | Os, păstrat fragmentar. Format din două plăcuțe fixate între ele cu nituri din fier. Decor: pe una dintre fețe decor incizat, motive geometrice. | Arhiepiscopia Romano-Catolică, Alba Iulia    | Cimec    |
|      | Mărgea                                | Datare: epoca medievală Descoperit: jud. Alba, Alba Iulia, str. Mihai Viteazul nr. 21 Material: Piatră semiprețioasă.                                                           | Piatră semiprețioasă. Formă sferică cu orificiul lărgit la extremități, culoare maro-roșcat marmorat cu intruziuni albe. | Arhiepiscopia Romano-Catolică, Alba Iulia    | Cimec    |
|      | Castron                               | Datare: 5500-5200 a.Chr Descoperit: jud. Alba, com. Ciugud, LIMBA, Bordane Material: ceramică; modelare manuală; ardere black-topped                                            | Castron profilat cu buza scurtă și dreaptă și umar ascuțit, suprafața bine lustruită, factură fină, degresant nisip fin, ardere controlată de tip black-topped. | Universitatea „1 Decembrie 1918”, Alba Iulia | Cimec    |
|      | Castron                               | Datare: 5500-5200 a.Chr Descoperit: jud. Alba, com. Ciugud, LIMBA, Vararia Material: ceramică; modelare manuală                                                                 | Castron tronconic cu buza dreaptă, suprafața foarte bine lustruită în exterior și interior, factură fină, degresant nisip fin și materie organică, ardere oxidantă. | Universitatea „1 Decembrie 1918”, Alba Iulia | Cimec    |
|      | Castron                               | Datare: 5500-5200 a.Chr Descoperit: jud. Alba, com. Ciugud, LIMBA, Vararia Material: ceramică; modelare manuală                                                                 | Castron bitronconic cu buza invazată și umarul rotunjit cu doi butoni dispuși simetric pe umarul vasului, suprafața lustruită, factură fină, degresant nisip și materie organică, ardere mixtă | Universitatea „1 Decembrie 1918”, Alba Iulia | Cimec    |
|      | Castron                               | Datare: 5200-4900 a.Chr Descoperit: jud. Alba, com. Ciugud, LIMBA, Sesu Orzii Material: ceramică; modelare manuală                                                              | Castron tronconic, suprafața lustruită la exterior, factură fină, degresant nisip, ardere oxidantă | Universitatea „1 Decembrie 1918”, Alba Iulia | Cimec    |
|      | Vas miniatural                        | Datare: 5200-4900 a.Chr Descoperit: jud. Alba, com. Ciugud, LIMBA, Sesu Orzii Material: ceramică; modelare manuală; angobare                                                    | Vas miniatural, tronconic, cu patru lobi ușor trași din pasta vasului ce lasă impresia unui patrulater. Suprafața angobată și lustruită la exterior, factură semifină, degresant nisip și pietricele, ardere oxidantă | Universitatea „1 Decembrie 1918”, Alba Iulia | Cimec    |
|      | Bol                                   | Datare: 5200-4900 a.Chr Descoperit: jud. Alba, com. Ciugud, LIMBA, Sesu Orzii Material: ceramică; modelare manuală                                                              | Vas de tip bol cu buza dreaptă și gât scurt, la exterior suprafața a fost angobată și lustruită, factură semifină, degresant nisip, ardere oxidantă. | Universitatea „1 Decembrie 1918”, Alba Iulia | Cimec    |
|      | Cupă                                  | Datare: 5200-4900 a.Chr Descoperit: jud. Alba, com. Ciugud, LIMBA, Vararia Material: ceramică; modelare manuală                                                                 | Cupa cu picior, umăr rotunjit și cu buza dreaptă, piciorul gol în interior, suprafața ușor lustruită la exterior și bine netezită la interior, factură fină, degresant nisip, ardere mixtă | Universitatea „1 Decembrie 1918”, Alba Iulia | Cimec    |
|      | Pahar                                 | Datare: 5200-4900 a.Chr Descoperit: jud. Alba, com. Ciugud, LIMBA, Sesu Orzii Material: ceramică; modelare manuală                                                              | Vas de tip pahar, tronconic, cu buza dreaptă, suprafața lustruită la exterior, factură fină, degresant nisip, ardere mixtă. | Universitatea „1 Decembrie 1918”, Alba Iulia | Cimec    |
|      | Castron                               | Datare: 5200-4900 a.Chr Descoperit: jud. Alba, com. Ciugud, LIMBA, Sesu Orzii Material: ceramică; modelare manuală                                                              | Castron bitronconic cu buza dreaptă, cu patru butoni dispuși în zona mediană, suprafața foarte bine lustruită în exterior și interior, factură fină, degresant nisip fin, ardere mixtă | Universitatea „1 Decembrie 1918”, Alba Iulia | Cimec    |
|      | Vas cu proeminențe plastice           | Datare: 5200-4900 a.Chr Descoperit: jud. Alba, com. Ciugud, LIMBA, Sesu Orzii Material: ceramică; modelare manuală                                                              | Vas tronconic cu buza dreaptă, decor plastic prin aplicare sub forma unor bobițe dispuse în zona superioară și mediană, suprafața netezită, factură semifină, degresant nisip, ardere oxidantă | Universitatea „1 Decembrie 1918”, Alba Iulia | Cimec    |
|      | Oală                                  | Datare: 5000-4000 a.Chr Descoperit: jud. Alba, com. Ciugud, LIMBA, Vararia Material: ceramică; modelare manuală                                                                 | Oală cu gât mijlociu, buza dreaptă și gura largă, ce are pozitionați pe umărul rotunjit patru butoni alungiți orizontal dispuși simetric, suprafața netezită, factură grosieră, degresant nisip și pietricele, ardere mixtă. | Universitatea „1 Decembrie 1918”, Alba Iulia | Cimec    |
|      | Oală                                  | Datare: 5500-5200 a.Chr Descoperit: jud. Alba, com. Ciugud, LIMBA, Vararia Material: ceramică; modelare manuală                                                                 | Oală cu gât scurt și buza dreaptă ce are poziționate pe umărul profilat două toarte perforate orizontal, suprafața netezită, factură grosieră, degresant nisip și pietricele, ardere mixtă. | Universitatea „1 Decembrie 1918”, Alba Iulia | Cimec    |
|      | Amforă                                | Datare: 5200-4900 a.Chr Descoperit: jud. Alba, com. Ciugud, LIMBA, Sesu Orzii Material: ceramică; modelare manuală                                                              | Vas de tip amforă, cu gât îngust și înalt prevazut la jumătatea înălțimii cu două perforații diametral opuse, vasul are în zona mediană două toarte dispuse simetric, decorul se compune din linii incizate paralele dispuse în benzi umplute cu puncte și benzi lustruite, factură fină, degresant nisip, ardere mixtă. | Universitatea „1 Decembrie 1918”, Alba Iulia | Cimec    |
|      | Reprezentare zoomorfă                 | Datare: 5200-4900 a.Chr Descoperit: jud. Alba, ALBA IULIA, Lumea Nouă Material: confecționare manuală                                                                           | Tabletă patrulateră din ceramică, verticală, cu patru piciorușe dispuse pe laterale, la bază, aplecate oblic pentru stabilitate, partea superioară mai lățită și mai subțire, partea inferioară mai îngustă și mai groasă, marginile rotunjite, ornamentată pe ambele fețe cu câte șapte rânduri orizontale de incizii sub formă de linii frânte, oblice, dispuse în zig-zag, suprafața bine netezită, factură fină, degresant nisip fin, ardere oxidantă. | Universitatea „1 Decembrie 1918”, Alba Iulia | Cimec    |
|      | Statuetă antropomorfă                 | Datare: 4700-4500 a.Chr Descoperit: jud. Alba, ALBA IULIA, Lumea Nouă Material: confecționare manuală                                                                           | Statueta antropomorfă, întreagă, cu corp trapezoidal, elipsoidal în secțiune, cu brațele oblice, este perforată între umeri de la un capăt la celălalt, gaura servind la introducerea capului, ce a fost modelat separat. Se încadrează în așa-numita categorie a figurinelor cu cap mobil. Pasta din care este confecționată piesa este omogenă, a fost utilizat ca degresant nisipul cu bobul marunt. Arderea mixtă, rezultând o culoare căramiziu-cenușie. | Universitatea „1 Decembrie 1918”, Alba Iulia | Cimec    |
|      | Vas                                   | Datare: 4500-4200 a.Chr. Descoperit: jud. Alba, com. Meteș, Ampoița, La Petri Material: Lut; modelare, pictare, ardere                                                          | Vas de lut, de formă tronconică, cu decor pictat cu spirale. | Muzeul Național al Unirii, Alba Iulia        | Cimec    |
|      | Suport                                | Datare: 4500-4200 a.Chr. Descoperit: jud. Alba, com. Meteș, Ampoița, La Petri Material: Lut; modelare, pictare, ardere                                                          | Suport de vas cilindric cu două perforații și decor pictat. | Muzeul Național al Unirii, Alba Iulia        | Cimec    |
|      | Ceașcă                                | Datare: 2800-2600 a.Chr. Descoperit: jud. Alba, com. Meteș, Poiana Ampoiului, Piatra Corbului Material: Lut; modelare, impresiune, ardere                                       | Ceașcă cu buza oblică și toartă supraînălțată, decorată cu benzi de împunsături succesive. | Muzeul Național al Unirii, Alba Iulia        | Cimec    |
|      | Vas - picior                          | Datare: 4500-4200 a.Chr. Descoperit: jud. Alba, com. Ocna Mureș, Uioara de jos, Grui Material: Lut; modelare, pictare, ardere                                                   | Picior de vas din lut cărămiziu fin, pictură cu negru și roșu. | Muzeul Național al Unirii, Alba Iulia        | Cimec    |
|      | Castron                               | Datare: 4500-4200 a.Chr. Descoperit: jud. Alba, com. Ocna Mureș, Uioara de jos, Grui Material: Lut; modelare, pictare, ardere                                                   | Castron cu umăr carenat, lut fin cărămiziu, pictură în benzi. | Muzeul Național al Unirii, Alba Iulia        | Cimec    |
|      | Tăbliță                               | Datare: 4500-4200 a.Chr. Descoperit: jud. Alba, com. Berghin, Ghirbom, În față Material: Lut; modelare, incizare, ardere                                                        | Lut cărămiziu, formă concav-convexă, incizii liniare scurte și grupate pe ambele fețe. | Muzeul Național al Unirii, Alba Iulia        | Cimec    |
|      | Castron                               | Datare: 4500-4200 a.Chr. Descoperit: jud. Alba, com. Berghin, Ghirbom, În față Material: Lut; modelare, pictare, ardere                                                         | Castron cu umăr carenat, de mari dimensiuni, lut cărămiziu fin, pictură cu brun și alb. Motiv: benzi și spirale. | Muzeul Național al Unirii, Alba Iulia        | Cimec    |
|      | Vas                                   | Datare: 3800-3500 a.Chr. Descoperit: jud. Cluj, Cheile Turzii Material: Lut; modelare, aplicare, ardere                                                                         | Fragment ulcică, cu toarte duble, turtite la bază. | Muzeul Național al Unirii, Alba Iulia        | Cimec    |
|      | Vas                                   | Datare: 3800-3500 a.Chr. Descoperit: jud. Cluj, Cheile Turzii Material: Lut; modelare, aplicare, ardere                                                                         | Fragment de vas cu gura strâmt și pereții aproape drepți, atârnătoare plată pe gât, ornamentat în benzi. | Muzeul Național al Unirii, Alba Iulia        | Cimec    |
|      | Amforă                                | Datare: 4650-4500 a. Chr. Descoperit: jud. Alba, Alba Iulia, Lumea Nouă Material: lut, degresant nisip fin; modelare cu mâna, lustruire, ardere mixtă, factură fină             | Vas de tip amforă, cu corpul puternic bombat și gât scurt, drept, cu două toarte perforate orizontal, dispuse simetric. Lustru foarte bun, ceramică neagră cu flecuri gălbui-portocalii. | Universitatea „1 Decembrie 1918”, Alba Iulia | Cimec    |
|      | Castron                               | Datare: 4650-4500 a. Chr. Descoperit: jud. Alba, Alba Iulia, Lumea Nouă Material: lut; modelare cu mâna, lustruire adâncită, ardere mixtă, factură fină                         | Vas bitronconic cu umărul înalt, buza profilată, cu partea inferioară joasă și puternic aplatizată, fundul ușor împins în interior, motiv decorativ constând din triunghiuri scalene umplute cu linii oblice. | Universitatea „1 Decembrie 1918”, Alba Iulia | Cimec    |
|      | Vas-suport                            | Datare: 4650-4500 a. Chr. Descoperit: jud. Alba, Alba Iulia, Lumea Nouă Material: lut; modelare cu mâna, lustruire, ardere oxidantă, factură semifină                           | Vas-suport, aspect ușor tronconic, gol în interior, angobă roșu-vișinie, buza superioară este puternic profilată, în formă de cioc, înclinat în jos, buza inferioară este dreaptă. | Universitatea „1 Decembrie 1918”, Alba Iulia | Cimec    |
|      | Castron                               | Datare: 4650-4500 a. Chr. Descoperit: jud. Alba, Alba Iulia, Lumea Nouă Material: lut, degresant nisip; modelare cu mâna, ardere mixtă, factură semifină                        | Vas bitronconic de tip castron, cu umărul drept, înalt, buza rotunjită, fundul drept, lustruit; categoria black-topped. | Universitatea „1 Decembrie 1918”, Alba Iulia | Cimec    |
|      | Strachină                             | Datare: 4650-4500 a. Chr. Descoperit: jud. Alba, Alba Iulia, Lumea Nouă Material: lut; modelare cu mâna, ardere mixtă, factură fină, lustru foarte bun                          | Vas tronconic cu doi butoni ornamentali de formă conică dispuși simetric pe corpul vasului; categoria black-topped. | Universitatea „1 Decembrie 1918”, Alba Iulia | Cimec    |
|      | Castron                               | Datare: 4650-4500 a. Chr. Descoperit: jud. Alba, Alba Iulia, Lumea Nouă Material: lut; modelare cu mâna, ardere mixtă, degresant de nisip fin, factură fină, lustruire          | Vas bitronconic de tip castron, cu umărul profilat, înalt, buza rotunjită, fundul drept, decorat cu linii incizate late și puțin adânci, lustru foarte bun, categoria black-topped. | Universitatea „1 Decembrie 1918”, Alba Iulia | Cimec    |
|      | Mercur                                | Datare: Sec. II-III Descoperit: Alba Iulia, Cetatea Apulum Material: bronz, turnare                                                                                             | Zeul este reprezentat nud având pe cap petasos, boneta cu aripioare. În mâna stângă ține un obiect figurat neclar, poate fi un fragment din caduceu, sau o broască țestoasă (?). În mâna dreaptă, lipsă acum, ținea probabil punga, atributul caracteristic. Lipsește și o parte din piciorul drept. | Muzeul Național al Unirii, Alba Iulia        | Cimec    |
|      | Venus                                 | Datare: Sec. II-III Descoperit: Alba Iulia, Cetatea Apulum Material: bronz, turnare                                                                                             | Piesa o reprezintă pe zeiță nudă, cu părul pieptănat cu șuvițe închipuind un fel de diademă. Cu mâna stângă își acoperă sânul în timp ce cu dreapta întinde o fâșie de veșmânt, kestos-ul, care se vede făcut sul în spate. | Muzeul Național al Unirii, Alba Iulia        | Cimec    |